# Dipinti di Hyacinthe Rigaud

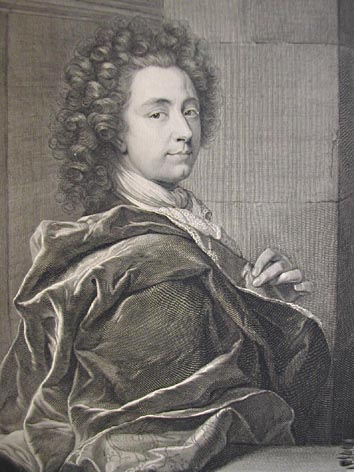
Autoritratto di Hyacinthe Rigaud detto «col mantello rosso» (1692), incisione di Pierre Drevet.

Elenco delle opere di Hyacinthe Rigaud in ordine cronologico.

## Il catalogo delle opere
Questa lista di opere di Hyacinthe Rigaud è derivata dal catalogo pubblicato nel 1919 da Joseph Roman e derivato dai manoscritti originali dei resoconti dell'artista. Le opere sono classificate per genere e poi per anno di produzione, quando conosciuto.
Due versioni scritte a mano dei libri contabili del pittore sono conservate a Parigi, una nella biblioteca dell'École nationale supérieure des beaux-arts e l'altra nella biblioteca dell'Institut de France.
Il manoscritto dell'Institut de France è composto da due volumi che appartenevano ad Antoine Moriau, avvocato, pubblico ministero del re nella città di Parigi, famoso bibliofilo (i volumi riportano all'interno l'ex libris: “Ex biblieca Antonii Moriau procuratoris et advocati regis et urbis". Questi volumi passarono quindi alla biblioteca della città di Parigi, poi, all'inizio del Secondo Impero francese, vennero lasciati in eredità all'Istituto. All'interno dei volumi si trovano anche delle annotazioni fatte a mano sui dipinti che sono sicuramente posteriori al 1736 e certamente attribuibili alla mano di Hendrick van Hulst (1685-1754), amico e biografo di Rigaud, storico dell'Accademia, probabilmente il primo proprietario dei volumi alla morte dell'artista. Per quanto riguarda il secondo manoscritto, si tratta di un computo economico e difatti esso porta il titolo di Mémoire de l’argent que j’ai donné des copies que j’ay fait faire entre 1694 et 1726.
Il manoscritto dell'École nationale supérieure des beaux-arts, invece, sembra essere di mano di Hulst. Incompleto (copre solo gli anni dal 1681 al 1698), è di una scrittura molto accurata e contiene un certo numero di dati che sono facilmente incrociabili coi manoscritti precedenti. Fu così che per primo Joseph Roman poté pubblicare un catalogo generale delle opere di Rigaud nel 1919, seguito dal professor George Ven Derveer Gallenkamp per la sua tesi discussa all'Università di Harvard nel 1956.

## Ritratti

### 1681
- Monsieur de Vaux[1]
- Monsieur Lot[1]
- Monsieur Capus[1]
- Monsieur Charpentier[1]
- Monsieur Espierre[1]
- Monsieur Paillot[1]

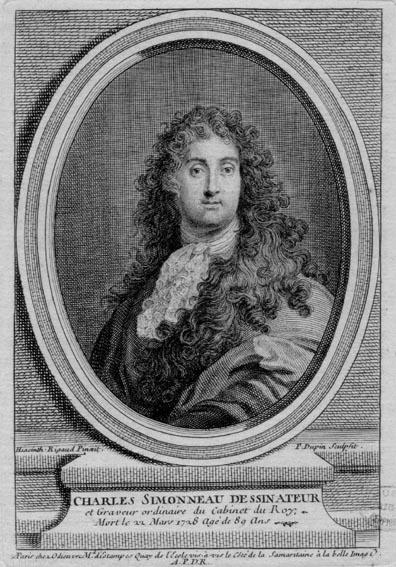
Charles Simonneau

- Madeleine Guyot, moglie di Gilbert Dupin de La Noue[1]
- Monsieur Charpentier[1]
- Catherine d’Aubarède, contessa di Montcault[1]
- Bernard Grenu, abbé[2]
- Monsieur Genesay[2]
- Monsieur Gaillard de Charentonneau[2]
- Monsieur Simon[2]
- Charles Simonneau, incisore[2]
- Henri-Louis Le Maître de Bellejame, consigliere del parlamento di Parigi[2]
- Monsieur Le Marié[2]
- Monsieur de la Morte[2]

### 1682
- Madame Boisseau[4]
- Philippe-Emmanuel Coulanges[4]

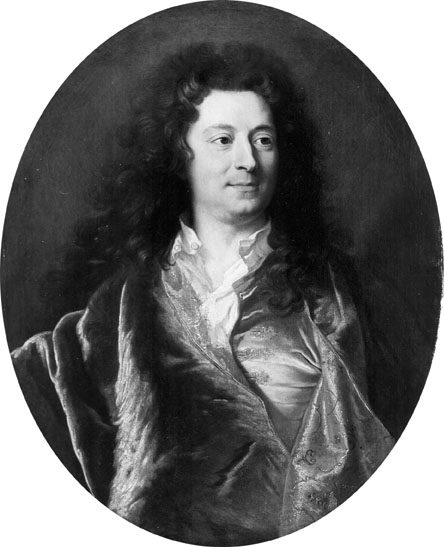
Charles de La Fosse.

- Pierre-Daniel Huet, vescovo d'Avranches[4]
- Monsieur Tigot[4]
- Monsieur de La Montre[4]
- Michel de l’Abbaye, procuratore del baliaggio di Chartres[4]
- Monsieur Hugues[4]
- Charles de La Fosse, pittore[4]
- Monsieur l'abate Joly[4]
- Étienne Février du Fresne, consigliere del re[4]
- Geneviève Le Boullanger, sua moglie[4]
- Antoine de Benoist, barone di Saint-Port[4]
- Édouard-Jean Molé, signore di Lassy e di Champlatreux[4]
- Louise Molé, nata Bétauld de Chemault[5]
- Monsieur Boulot[5]

### 1683
- Monsieur Materon, joaillier[6]

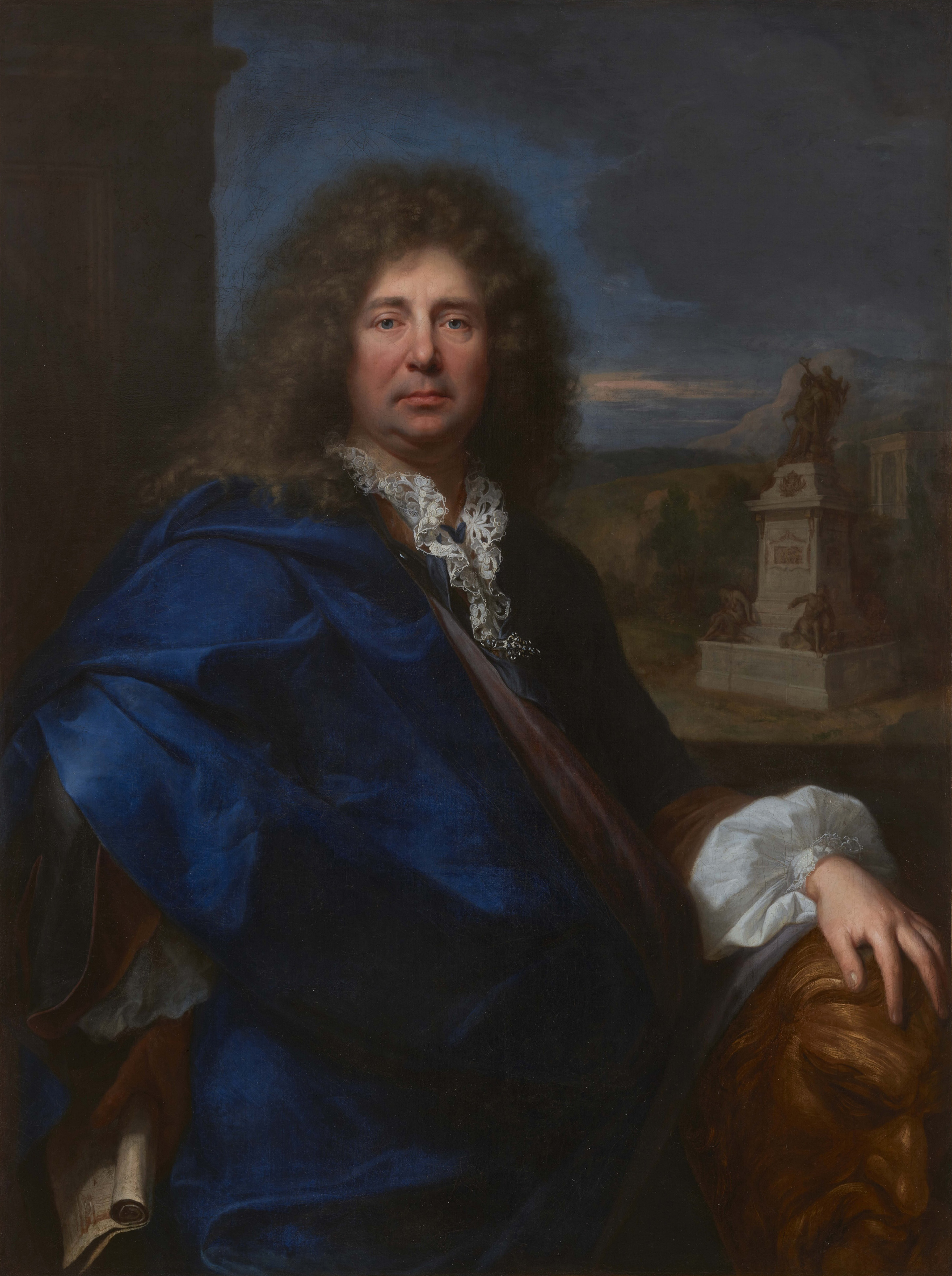
Martin Desjardins (1683), reggia di Versailles.

- Esprit de Jousseaume, marchese di la Bretêche[7]
- Martin Desjardins, scultore[7]
- L'abate Fayolle de La Ferrière[7]
- Alexis-Henri de Châtillon, marchese di Châtillon[7]
- Monsieur Le Febvre[7]
- Louis Molé, seigneur de Lassy et de Champlâtreux[7]
- François de Simiane de La Coste, presidente del parlamento di Grenoble[7]
- Marie-Anne de Pourroy, sua moglie[7]
- Claude Rasle, signore di la Périsse[7]
- Mademoiselle de Bourlemont[7]
- Louis I de Crussol, marchese di Florensac[8]
- M.… [capo della posta d’] Inghilterra[8]
- Monsieur Roussel[8]
- François Regnault, marcante di soia[8]
- Étienne IV, marchese d’Aligre, consigliere d'onore al parlamento di Paris[8]

### 1684
- Monsieur de La Loire[9]
- Madame de La Loire[9]

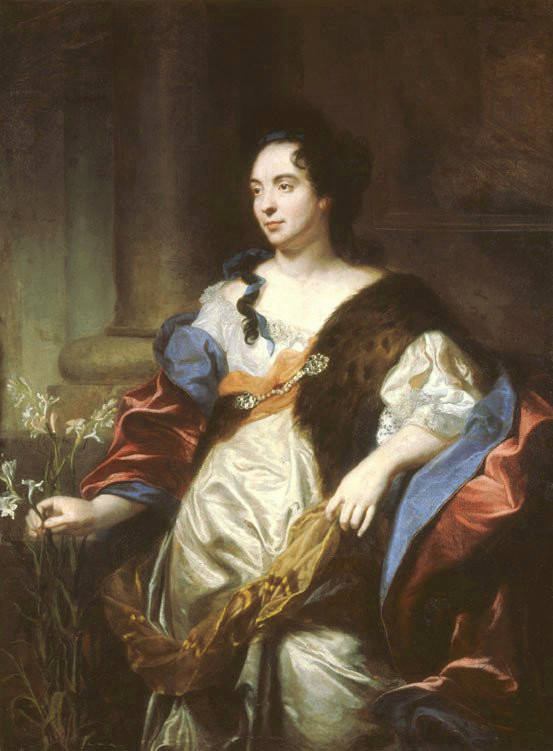
Marie Cadenne (1684), musée des beaux-arts de Caen.

- Monsieur Rasle, la moglie e la figlia[9]
- Monsieur Delpech[9]
- Monsieur Courjades[9]
- Monsieur Girardeau[9]
- Marie Cadenne, moglie dello scultore Desjardins[9]
- Paul-Maurice Haranger, canonico a Saint-Germain-l'Auxerrois[9]
- Monsieur David[9]
- Nicolas Chevalier, maître des requêtes[9]
- Monsieur le Tellier[9]
- Madame le Tellier, sua moglie[9]
- Madame la Jary[9]
- Monsieur Grillon[10]
- Michel Le Quien, dell'ordine domenicano[10]
- Monsieur Mestiez[10]

### 1685

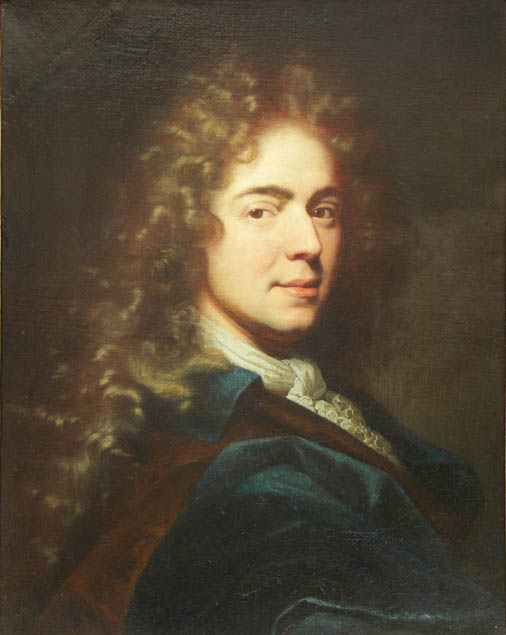
Monsieur Sarrazin (1685).

- Vincent Sarrazin, membro del consiglio comunale di Lione[11]
- François Merisier, maître d’hôtel del maresciallo d’Estrées[11]
- Louis-Maurice des Vieux[11]
- Louis de Voyer d'Argenson, decano di Saint Germain[11]
- Charles-Louis Félix de Tassy, primo chirurgo del re[11]
- Michel Rollet, tesoriere di Francia[11]
- Monsieur Delayatte[11]
- Jules Hardouin-Mansart, architetto del re[11]
- Monsieur Le Peignier[11]
- Jean-Antoine Ranchin, consigliere del re[11]
- Antoine d'Aquin, primo farmacista del re[12]
- Pierre de Calvo, abate di Notre-Dame d’Eu[12]
- Pierre-Vincent Bertin[12]
- Monsieur de Buchère[12]
- Hans Johann-Balthazar Keller vom Steinbock, fonditore[12]
- Hyacinthe Serroni, arcivescovo di Albi[12]
- Marie-Catherine Doujat, marchesa di Noisy[12]

### 1686
- Madame la Marquise de Noquiey[13]

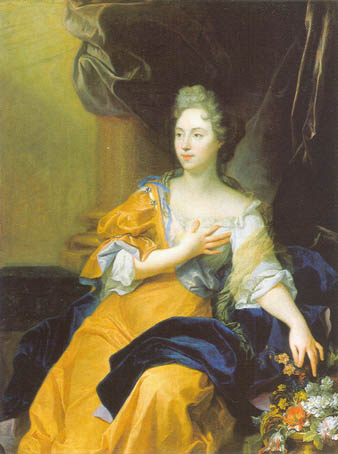
Suzanne de Boubers de Bernâtre (1686), Kunsthaus de Zurich.

- René-François Mallet de La Brunière, cassiere della caisse des emprunts[13]
- Marguerite de La May de Valombre, moglie del precedente[13]
- Monsieur de Vinnevolle[13]
- Suzanne de Boubers de Bernâtre, moglie del fonditore Hans Johann-Balthazar Keller vom Steinbock[13]
- Madame Merizier [13]
- Charles-René d’Hozier, genealogista del re[13]
- Jean Rosselet[13]
- Monsieur de Venugle[13]
- Antoine Domergue, controllore provinciale generale di Lione[13]
- Monsieur l’abbé Tithier[13]
- Madame Touis[13]
- Denis Dussault, ambasciatore straordinario e plenipotenziario presso i principi barbareschi[13] · [14].
- Marie Bazannier, moglie di Pierre Delpech[13]
- M. Chambélain [de Chamblain][13]
- Marie Bullet de Chamblain, sua moglie[13]
- Joachim Seiglières, signore di Boisfranc, sovrintendente delle finanze di Monsieur, il fratello del re[15]
- Monsieur Rogé[15]
- Ramon de Trobat y Vinyes, intendente di Perpignan[15]
- Monsieur Chataignier[15]

### 1687

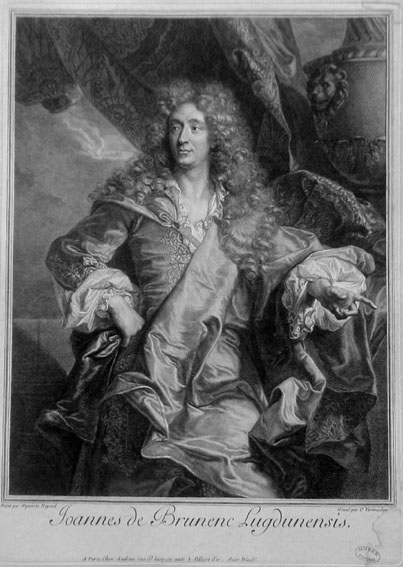
Jean de Brunenc, incisore, Perpignano, musée Hyacinthe-Rigaud.

- Adrien-Joseph Hénin, consigliere al parlamento di Parigi e suo figlio Eustache Hénin[16]
- Augustin Le Haguais, signore di Montgivrault e di Courcelles, brigadiere generale[16]
- Jean Guillemain de Courchamps, fermiere generale[16]
- Monsieur de Rochefort[16]
- Jean de Brunenc, mercante di soia[16]
- Monsieur Poisson[16]
- Antoine Védel, consigliere al consiglio sovrano del Rossiglione[16]
- Nicolas-Louis Le Bailleul, presidente del parlamento di Parigi[16]
- Pierre-Philippe Lévesque, signore di Gravelle, maître des comptes[16]
- Monsieur de Saint Maurice[16]

### 1688
- « Monsieur », fratello di Luigi XIV, re di Francia[17]
- Everhard Jabach, banchiere[18]
- Maximilien Titon[18]
- Jean-Baptiste de Monginot[18]
- François Lefèvre, grand audiencier[18]
- Pierre Tissart, mercante[18]
- Isaac Thuret, orologiere del re[18]

- Monsieur Lefebvre[18]
- Monsieur Ducerceau[18]

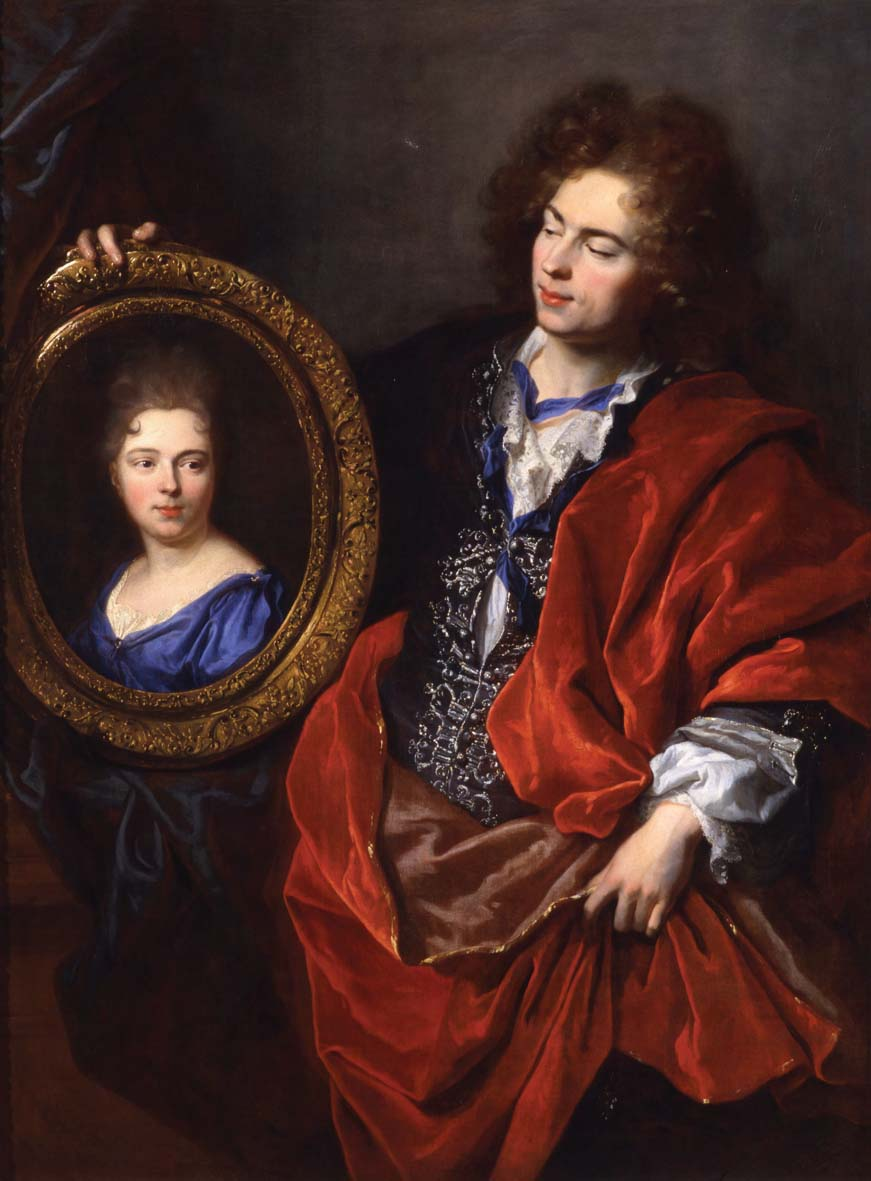
Jean-Baptiste de Montginot (1688).

- François de Monestay, marchese di Chazeron[18]
- Nicolas Gruel, marchese di La Frette[18]
- Madame Courtet[17]
- Roch Quinson, marcante[17]
- Monsieur Rodille[17]
- Madame de Lajatte[17]
- Monsieur Letellier[17]
- Jean Robinet de Villiers, capitano al reggimento di Navarra[17]
- Anne Boucot, moglie del precedente[17]
- Pierre Thomé de Lesse, signore di Montmagny[17]
- Françoise Paradis, moglie del precedente[17]
- Scipion-Sidoine Apollinaire Gaspard, visconte di Polignac[17]
- Pierre Perrichon, futuro consigliere di Lione[17]
- Madame Perichon, moglie del precedente[17]
- Frédéric Léonard, primo stampatore del re[17]

### 1689

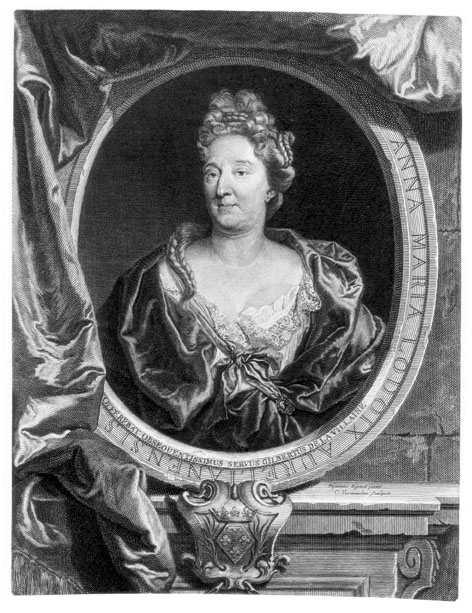
La duchessa di Montpensier, incisione da un dipinto di Hyacinthe Rigaud.

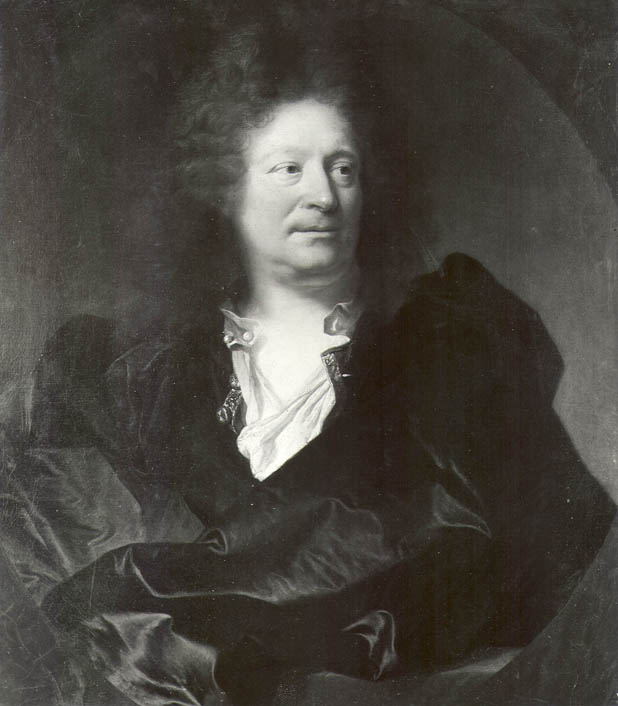
François Girardon, scultore, Milano, Museo d'arte antica.

- La Grande Mademoiselle, duchessa di Montpensier[19]
- Filippo II d'Orléans, reggente di Francia[20]
- Madame la présidente d’Ons-en-Bray (d’Osambré)[20]
- Jean-Pierre d’Aigrefeuille, consigliere della camera dei conti di Montpellier[21] · [20].
- Bertrand Piraube, archibugiere[20]
- Madame Piraube, moglie del precedente[20]
- Antoine Gaillard, consigliere a Châtelet[20]
- Charles Martel, conte di Clères[20]
- Gaspard d’Estaing, marchese di Saillans e di Terrail[20]
- Monsieur d’Herval[20]
- Madame l’Hermite[20]
- François Mérisier, maître d’hôtel del maresciallo d’Estrées[20]
- Marie Le Camus, contessa di Mannevilette[20]
- Étienne-Nicolas Bourret, intendente del principato di Neufchâtel[22]
- Marie-Anne Chopin de Montigny, moglie del precedente[22]
- Louis Leblanc du Roullet, maître des requêtes[22]
- Louis-Charles, principe de Courtenay[22]
- Marie-Hélène de Besançon du Plessis, principessa di Courtenay[22]
- Monsieur d’André [22]
- Madame d'André, sua moglie[22]
- Pierre de Chesne, medico[22]
- Joseph-Mirza Akakia, marchese di Saint-Ouen[22]
- Jules Boyer, signore di Bandol e di Château Arnoux[22]
- Monsieur Guillegot[22]
- Louis Boisseau, notaio a Châtelet[22]
- Marguerite de Calan, moglie del precedente[22]
- Nicolas de Bauquemare, president aux requêtes du palais[22]
- Monsieur du Metz, figlio[22]
- François Girardon, scultore

### 1690
- Jean de La Fontaine, poeta[23]

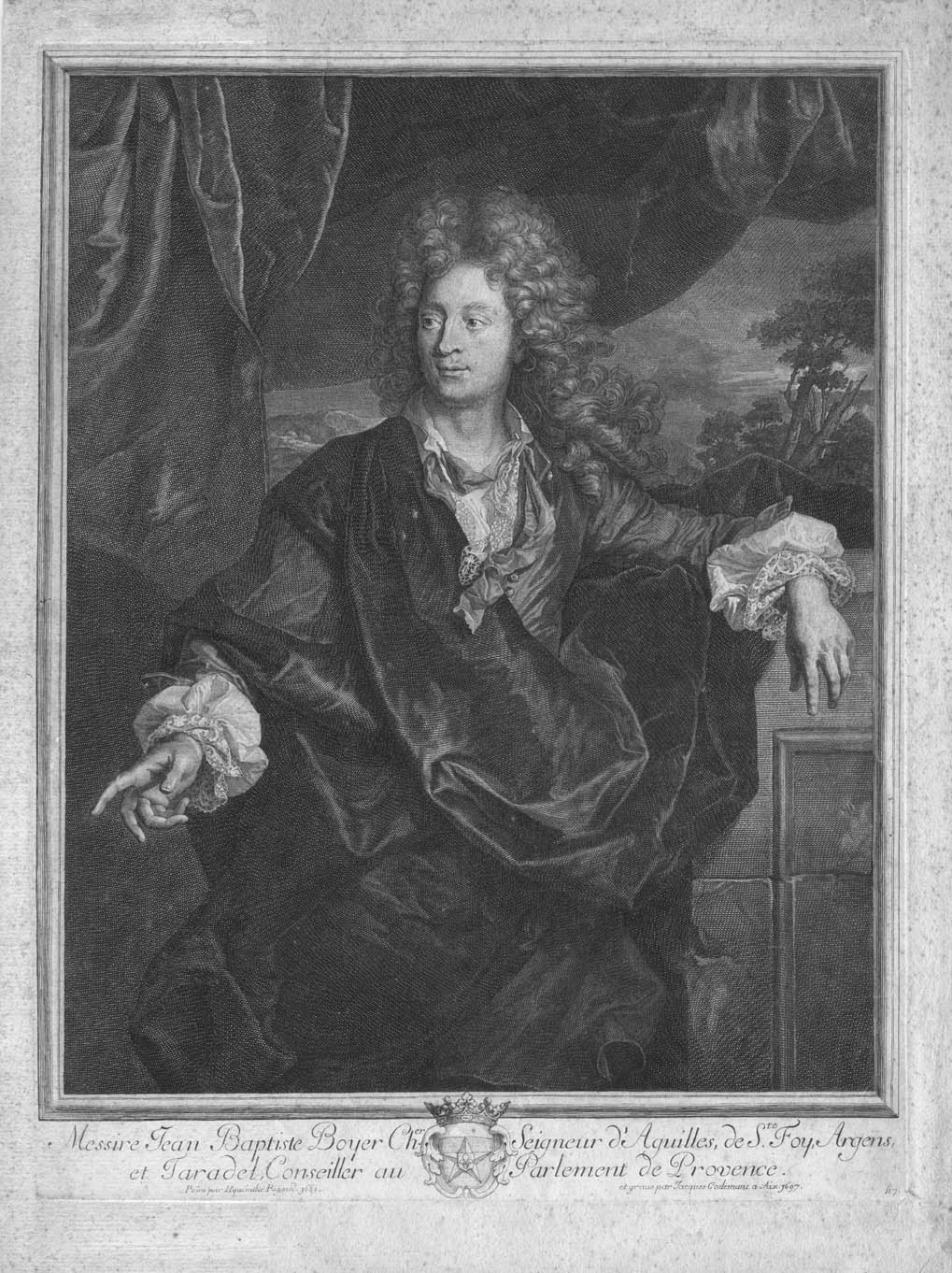
Jean-Baptiste Boyer d’Éguilles, incisione da un dipinto di Rigaud.

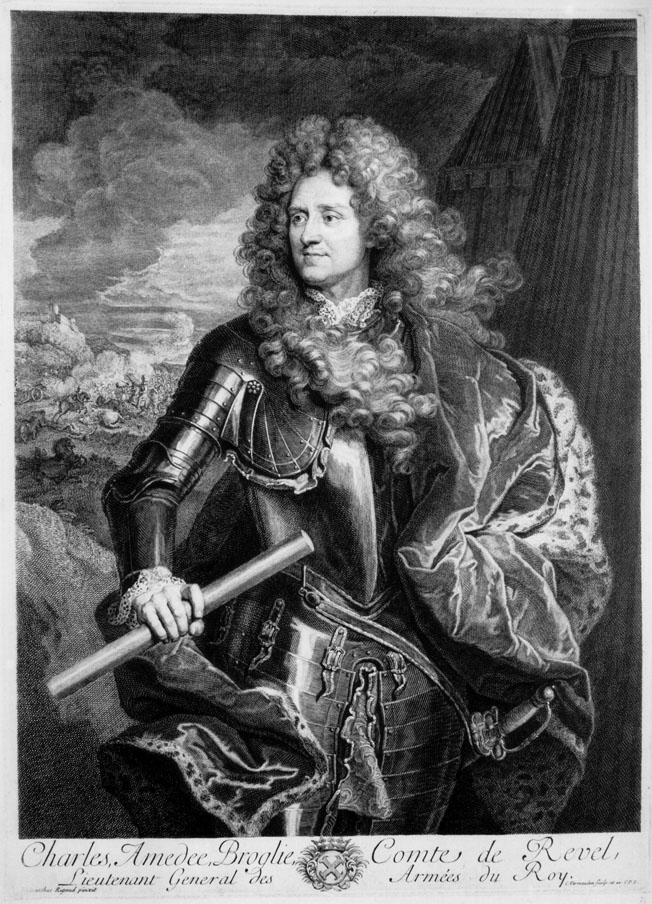
Charles-Amédée de Broglie, conte di Revel, incisione da un dipinto di Rigaud.

- Marie-Catherine d’Aguesseau, contessa di Saulx-Tavannes[23]
- Monsieur Polle[23]
- Wolfgang II Greder, governatore di Neuenburg-Valangin[23]
- L'abate Jean-Baptiste de La Salle[23]
- Nicolas II de Fresnoy, cornetta dei cavalleggeri del Delfino[23]
- Marie de Ligny, contessa di Fürstemberg[23]
- René-Armand Motier, marchese de La Fayette[24]
- François-Catherine de Neuville, cavaliere di Villeroy e suo fratello François-Paul de Neuville, abate di Fécamp[24]
- Victor-Marie, conte di Nanteuil e d’Estrées[24]
- Luisa Filiberta di Savoia-Soissons, principessa di Carignano[24]
- Charles-Amédée de Broglie, conte di Revel[24]
- Filippo di Savoia-Soissons, principe di Savoia[24]
- Jean-Antoine III de Mesmes, presidente del parlamento di Parigi[24]
- Mademoiselle de Saint Quentin[24]
- Armand-Jean de Vignerod, duca di Richelieu[24]
- Luigi Alessandro di Borbone, conte di Tolosa, grand'ammiraglio di Francia[24]
- Luigi III, sesto duca di Borbone[25]
- Filippo di Borbone-Vendôme, gran priore dell'ordine di Francia[25]
- Henri III Charles de Beaumanoir, marchese[25]
- Louise-Anne de Noailles, marchese[25]
- Marie-Thérèse Colbert, contessa di Médavy[25]
- Madame la contessa di Clermont[25]
- Maximilien-Pierre-François-Nicolas de Béthune, principe d’Henrichemont[25]
- Gilbert de Choiseul Du Plessis-Praslin, vescovo di Tournai[25]
- Jean-Jules-Armand Colbert, marchese di Blainville[25]
- Louis-Maurice des Vieux, greffier du conseil privé[25]
- Louis-Joseph Adhémar de Monteil de Grignan, vescovo di Carcassona[25]
- Pierre Gigot, maestro della camera dei conti di Parigi[25]
- Valentin-Esprit Fléchier, vescovo di Nîmes[25]
- Philippe Le Febvre, tesoriere della casa del re[26]
- Pierre-Frédéric Léonard, stampatore[26]
- Jean-Baptiste de Valernod, président de la sénéchaussée de Valence[26]
- Monsieur Malet[26]
- Jean-Baptiste René de Grouchy, avvocato del parlamento[26]
- Frédéric Masson, controllore generale delle rendite della città di Parigi[26]
- Jean-Baptiste Primi-Visconti, signore di Saint-Mayol[26]
- Jean-Baptiste Boyer d’Éguilles, consigliere del parlamento della Provenza[26]

### 1691

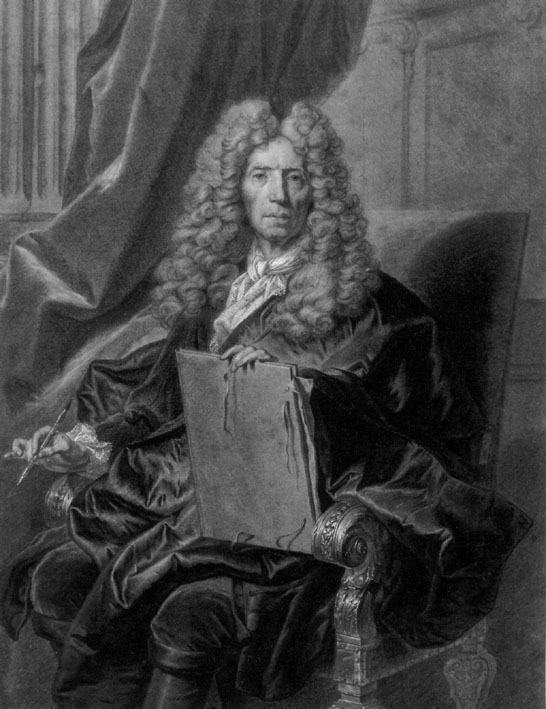
Pierre Mignard, disegno.

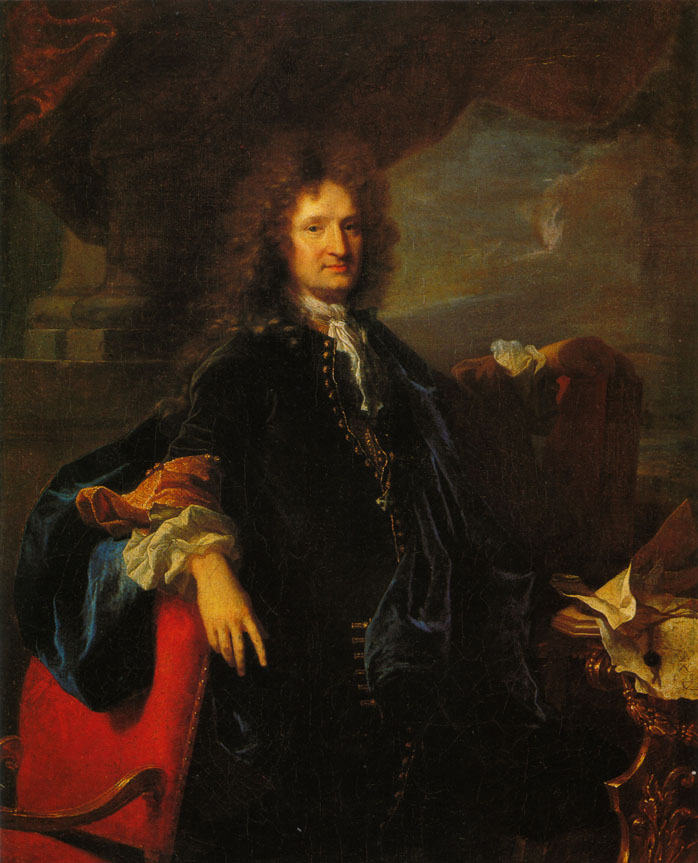
Charles-René d'Hozier (1691).

- Pierre Mignard, primo pittore del re[27]
- Jean-Baptiste François de Noailles[27]
- Louis d’Aubusson, duca de La Feuillade[27]
- Franz Lorenz von Greder, tenente generale[27]
- Hans-Ludwig von Greder, colonnello[27]
- Monsieur il presidente Daidé[27]
- François de Neuville, marchese d’Allincourt[27]
- Maria Teresa di Borbone-Condé, principessa di Conti[27]
- Chrétienne Le Court, moglie di Louis Le Tonnelier de Breteuil[27]
- Bernardine-Thérèse Gigault, badessa di Montmartre[28]
- Louise de Roux de Gonfreville, contessa di Canisy[28]
- Monsieur Arnault[28]
- Monsieur Aladenise[28]
- Marie-Madeleine Thèrèse Coycault de Chérigny[28]
- Anne Jules de Noailles, maresciallo di Francia[28]
- Charles Colbert de Croissy, ministro degli esteri[28]
- Louis-Joachim de Montaigu, marchese di Bouzols[28]
- Louis-Nicolas Le Tonnelier de Breteuil, introduttore degli ambasciatori[28]
- Charles-Auguste de Matignon, conte di Gacé[28]
- Louis-Auguste Jules Potier de Gesvres, conte di Châteauvillain[28]
- Federico IV, re di Danimarca[28]
- Charles-Roger-Henri d’Hozier[28]
- Anne-Jules de Noailles, maresciallo di Francia[28]
- Nicolas Desmarets, controllore generale delle finanze[28]
- Étienne Omer de Saint-Denis du Tilloy, ricevitore generale delle finanze a Châteaudun[29]
- David Olivier, banchiere[29]
- Guillaume-Julien Le Doubre, maestro della camera dei conti di Parigi[29]
- Mademoiselle Amé[29]
- Denis Marsollier, consigliere al gran consiglio[29]
- François Dazy, tesoriere generale[29]
- Monsieur Bacault[29]
- Jacques Fermé, receveur des tailles ad Angoulême[29]
- Louis II Moret, signore di Bournonville[29]
- Charles-René d'Hozier, giudice d'arme[29]
- Étienne-Nicolas Bouret[29]
- Marie-Anne Chopin de Montigny, moglie di Étienne-Nicolas Bouret[29]
- Jean Germain, fermiere generale[29]
- Monsieur Vive[29]
- Jean-Baptiste Robert, dottore alla Sorbona, curato di Saint-André-des-Arts[29]
- Marie-Madeleine Testard-Sauvage[30]
- Henning Meyer de Meyercron[30]
- Charlotte Le Prince-Ricouart[30]
- Charles de La Fosse[30]
- Joseph Parrocel[30]

### 1692
- Monsieur Greder[32]

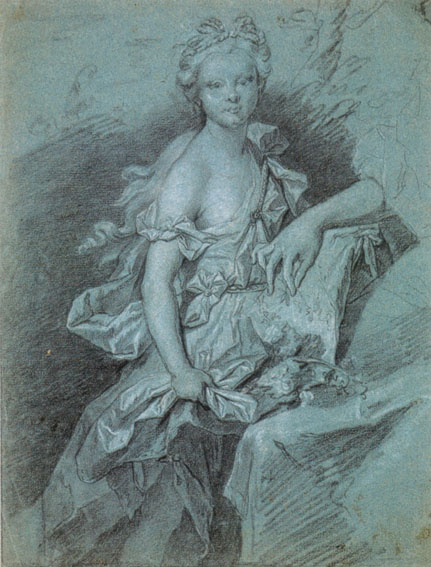
Étude pour le portrait de la marquise Madeleine Thérèse Euphrasie de Marillac, marquise d’Ecquevilly et de ses trois enfants (1692), pastello nero e bianco su carta blu.

- Marie-Françoise de Bournonville, maresciallo di Noailles[32]
- Claude Robert, procuratore del re a Châtelet di Parigi[32]
- Jean-Baptiste Robert, gran penitenziere di Francia, fratello del precedente[32]
- Monsieur Bessier[32]
- François Amé, tesoriere dei gardes du corps[32]
- Monsieur Lamy [32]
- Pierre Doublet de Crouy, consigliere del re[32]
- Gaston-Jean-Baptiste de Choiseul, marchese di Praslin[32]
- Louis de Rouvroy, duc de Saint-Simon, memorialista[32]
- Madame Decquevillier [d’Ecquevilly] e i suoi figli[32]
- Mademoiselle Delamatte[33]
- Joseph Fleuriau d'Armenonville[33]
- Monsieur Boyer[33]
- Nicolas III Doublet, marchese di Persan[33]
- Monsieur de Turgy[33]
- Monsieur et Madame d’Esteuil[33]
- Monsieur il marchese di Vaucluse[33]
- François Carrel, consigliere al parlamento di Parigi[33]
- Nicolas Collin de Vermont, ordinario di musica del re[33]
- Carl-Gustaf, conte di Bielke[33]
- Doppio ritratto di Jan Andrzej de Morszstyn e di sua figlia[33]

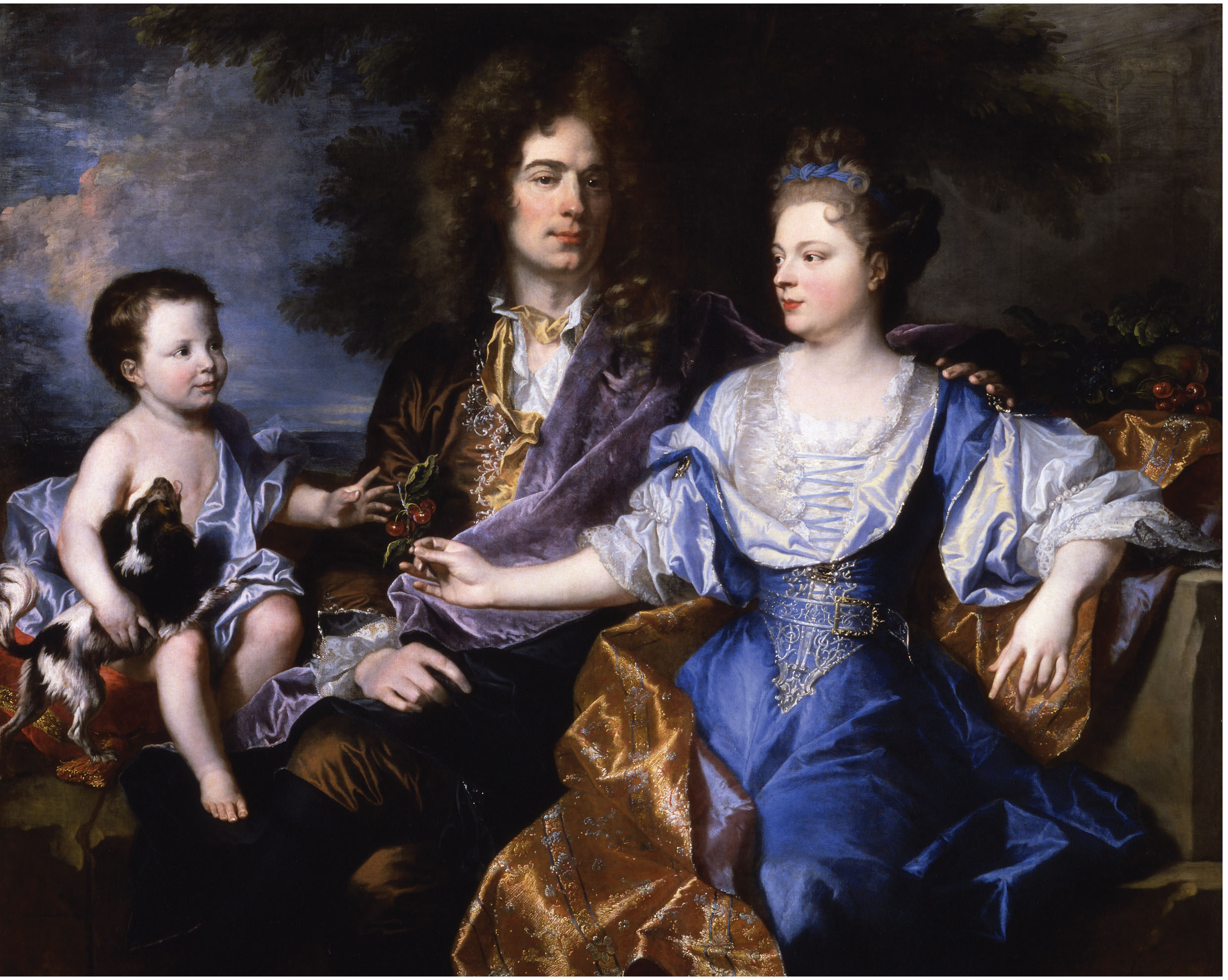
La famiglia Léonard (1692), Parigi, Museo del Louvre.

- Madeleine-Armande du Cambout de Coislin, duchessa di Sully[33]
- Monsieur de la Sourdière[34]
- Monsieur Gigot[34]
- Marie-Anne Mancini, duchessa di Bouillon[34]
- Mademoiselle de Pepin[34]
- Triplo ritratto di Pierre-Frédéric Léonard, stampatore del re, accompagnato dalla moglie, Marie-Anne des Essarts, e dalla loro figlia[34]
- Jean-Rémy Hénault, fermiere generale[34]
- Madame de Richebourg[34]
- Jean Guillemin de Courchamp, fermiere generale[34]
- Oudart-Thomas de l’Isle, presidente del parlamento di Parigi[34]
- Étienne Baudouin, presidente del parlamento di Parigi[34]
- Monsieur de Saint Loüet[34]
- Pierre Savalette, notaire[34]
- Louis-Nicolas Le Tonnellier, barone di Breteuil[35]
- Martin van den Bogaert, detto Desjardins, scultore[35]
- Autoritratto[35]

### 1693

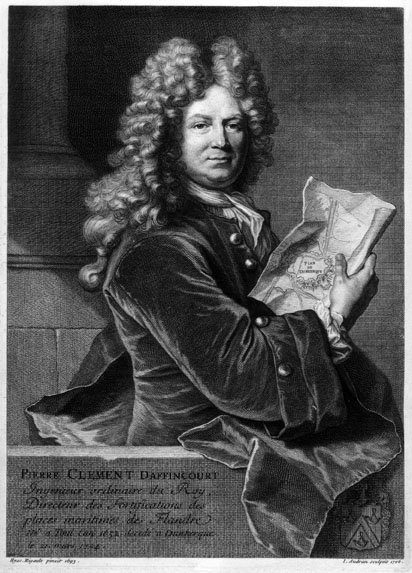
Pierre Clément d’Affincourt, incisione di Jean Audran da un dipinto di Rigaud.

- François-Louis de Polastron, vescovo di Lectoure[36]
- Pierre de Turgis, seigneur de Chaises, fermiere generale[36]
- Monsieur Lemarchand, de Rouen[36]
- Louis-François-Henri Colbert de Croissy, cavaliere poi conte di Torcy[36]
- Federico IV, futuro re di Danimarca[36]
- Monsieur Gredin[36]
- Milord Montcassel[36]
- Madame Sandrier[36]
- Pierre Clément d’Affincourt, ingegnere del re[36]
- Madame Lefebvre[36]
- François-Henri de Montmorency-Bouteville, maresciallo di Francia[36]
- Pierre-Antoine Clément de Castagnère, marchese di Châteauneuf-en-Savoie[37]
- Madame la marchesa di Châteauneuf-en-Savoie[37]
- Paul de Beauvilliers, duca di Saint-Aignan[37]
- Anne-Jules de Noailles, maresciallo di Francia[37]
- Doppio ritratto di Louis-Armand de Polignac, marchese di Chalançon e di suo figlio Scipion-Sidoine-Apollinaire[37]
- Hans Johann-Balthazar Keller vom Steinbock, fonditore[37]
- Louis-Urbain Lefevre de Caumartin de Saint-Ange[37]
- Mademoiselle de Villeroy[37]
- Monsieur Pernet[37]

- Monsieur Germain Lamy[37]
- Pierre-Gilbert de Louan de Persat[37]
- Madame Germain[37]

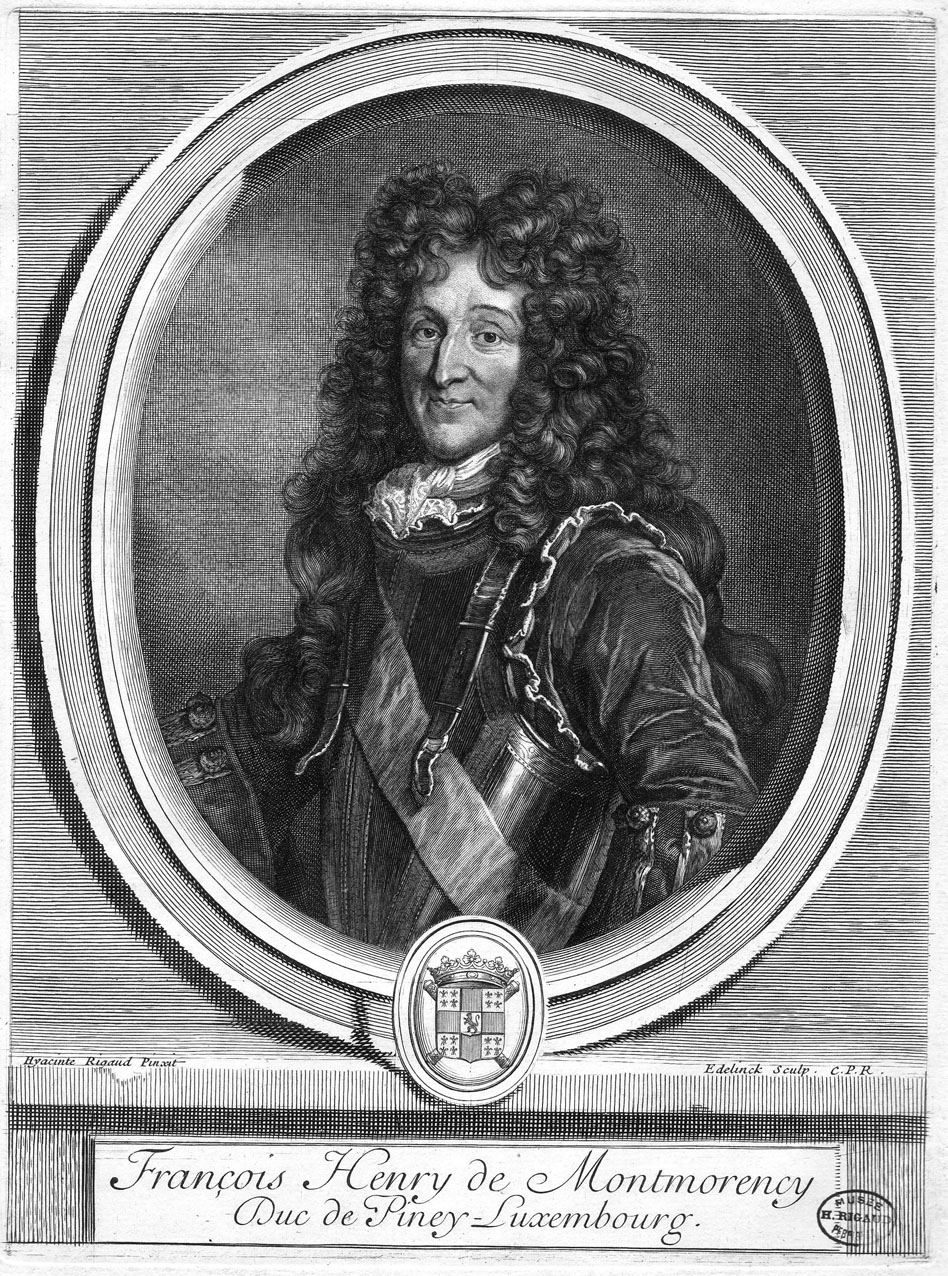
François-Henri de Montmorency Bouteville, maresciallo di Francia, incisione da un dipinto di Rigaud.

- Louis Bauyn, cavaliere, signore di Cormery
- Marie de Bourdaloue, dama di Mareuil, moglie del precedente[37]
- Madame la comtesse de Clermont[38]
- Monsieur Vincent[38]
- Bernard de La Loëre de Montsivry, ricevitore delle finanze a Soissons[38]
- Alexandre Lhuillier, signore di Cartes, fermiere generale[38]
- Monsieur de Saint-Sauveur[38]
- Hilaire Rouillé du Coudray, consigliere al gran consiglio[38].
- Antoine Giraud, primo segretario del re per la gran cancelleria[38]
- Marguerite du Puy, moglie del precedente[38]
- François Lunel des Essarts, consigliere al parlamento di Parigi[38]
- Marie-Françoise Hindret de Frenneval, nata de Brennes[38]
- Madame Frémond[38]
- Christian Gyldenløve, conte Gyldenløve-Danneskjold, comandante del reggimento danese[38]
- Marie Mallet, moglie di Gédéon Berbier du Mets[38]
- Guillaume Egon, conte di Fürstenberg, cardinale[39]

### 1694
- Monsieur de Chalvet[40]
- Henri, duca d’Harcourt-Beuvron, maresciallo di Francia[40]
- Pierre de Turgis[40]
- Monsieur il principe d’Holstein[40]

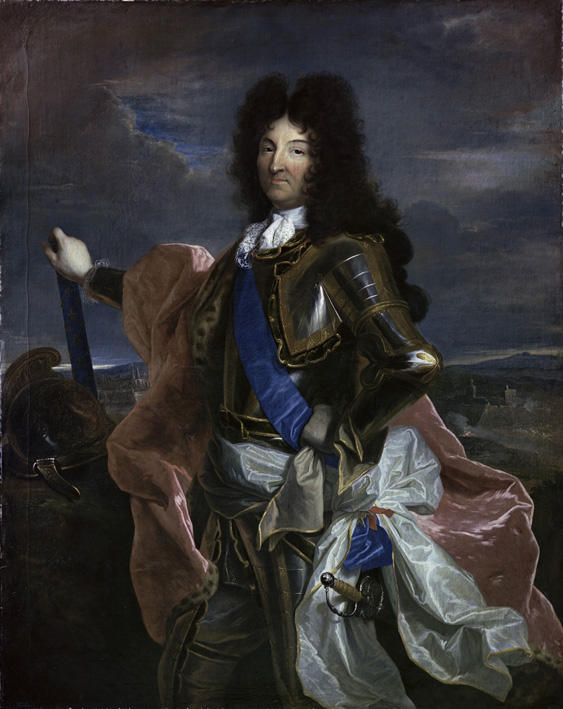
Louis XIV (1694)

- Charlotte-Thérèse Phélippeaux de La Vrillière, duchessa de la Feuillade[40]
- Pierre-Vincent Mignon, consigliere alla corte di Aides[40]
- Chrétienne Le Court, barone di Breteuil[40]
- Jean-Philippe d’Estaing, conte di Saillans[40]
- Louis Colbert, conte de Linières[40]
- Marc-René de Voyer de Paulmy d'Argenson (1652-1721), ministro[40]
- Honoré-Charles d’Albert de Luynes, duca di Montfort[41]
- Madame la marchesa di Bron[41]
- Emmanuel-Joseph d’Hallencourt, marchese di Dromesnil[41]
- Madame d'Aigremont de Saint-Manvieux[41]
- Hippolyte de Béthune, vescovo di Verdun[41]
- François-Armand de Courville, colonnello del reggimento del Maine[41]
- Jean Neyret, seigneur de Laravoye[41]
- Monsieur d’Ambergure[41]

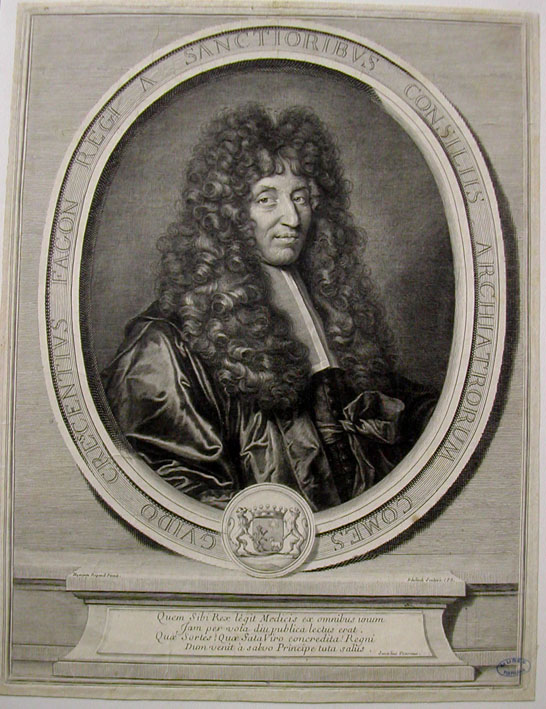
Guy-Crescent Fagon, incisione da un dipinto di Rigaud.

- Lazare-Louis Thiroux de Lailly, fermiere generale[41]
- Mademoiselle de La Matte[41]
- Jean-Baptiste des Gallois de La Tour, consigliere al parlamento[41]
- Jean-Louis François, duca di Boufflers, maresciallo di Francia[42]
- Alexandre-Antoine de Foudras, cavaliere di Châteauthiers[42]
- Monsieur le comte de Thieux[42]
- Jean-Paul Bignon, abate di Saint-Quentin[42]
- Marie-Charlotte Jullienne (1676-1724) figlio di Jean Glucq, ditta dama di Villegénis (proprietà del fratello, Claude Glucq)[42]
- Monsieur il marchese di Senneterre[42]
- Jean-Louis Girardin, signore di Vauvray e di Dellery[42]
- Jacques Lallemant, abate commendatario di Saint-Martin de Troyes[42]
- Jean-Baptiste Constantini, attore della Comédie-Italienne[42]
- Mademoiselle de La Marguerie[42]
- Jean-Baptiste-Louis Laugeois, signore d’Imbercourt, fermiere generale[42]
- Monsieur de Frenneval[43]
- Guy Crescent Fagon, medico del re[43]
- Monsieur il conte di Rossiglione[43]
- Madame la contessa di Rossiglione[43]
- Luigi XIV, re di Francia[43]
- Charles Auguste Goyon de Matignon, maresciallo di Francia

### 1695

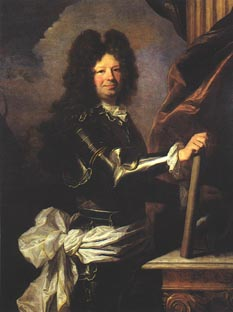
François Agésilas de Grossoles, marchese di Flamarens (1695).

- Cristiano II, conte palatino di Birkenfeld-Bischweiler[44]
- M.… segretario di monsieur d’Argenson[44]
- Jean-Louis Girardin de Vauvray[44]
- Claude-François Girardin de Léry, maresciallo di campo[44]
- Giacomo Lomellini, inviato dei genovesi in Francia[44] · [45].
- Léonard de Lamet, curato di Saint-Eustache[44]
- Alessandro Grimaldi, nobile genovese[44]
- Pomponne de Refuge, marchese di Refuge[44]

- Claude Grout de Princé[44]
- Monsieur il marchese di Gersey[44]
- Mademoiselle de Malteau[44]

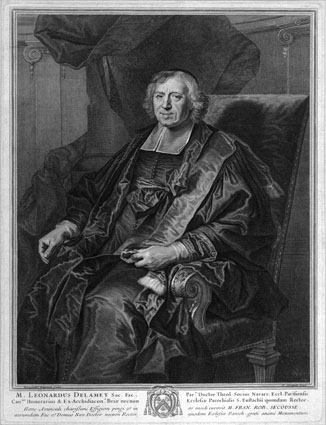
Léonard de Lamet, incisione da un dipinto di Rigaud.

- Jean-François Monnin de Cressier, capitano svizzero[44]
- Don João da Souza, comte de Prado[46]
- Nunés Telles da Sylva, conte d’Evora[46]
- Monsieur il principe Gagy[46]
- Monsieur il marchese Serre[46]
- Maria Serra, madre dell'artista, in due pose differenti[47]
- Alexandre de Vauroy[46]
- Monsieur de Sécarès[46]
- Joseph du Breuil, signore di Lourdoueix-Saint-Pierre[46]
- Monsieur Lebrun, militare[46]
- Pierre Surirey de Saint-Remy[46]
- Marguerite Baignard des Brosses, baronessa di Goulet[46]
- Madeleine de Thumery de Boissise-le-Roi, contessa di Brégy[46]
- Antoine-François-Gaspard Legendre de Lormoy, maître des requêtes[46]
- Madame de Loüan[46]
- Catherine-Hélène Dupuis de Moulceau de Grigny[48]
- Roger Robert, consigliere del re[48]
- Michel Bégon « le jeune », primo commissario della marina[48]
- François Bégon, gran maestro delle acque e delle foreste del Blaisois[48]
- Monsieur Pernet[48]
- Monsieur Charles[48]
- François de La Boulaye, capitano delle guardie del duca di Lorena[48]
- Charles de Lorraine, principe di Lixheim[48]
- Michel Jean-Baptiste Ollier de Verneuil, arcidiacono di Tolosa[48]

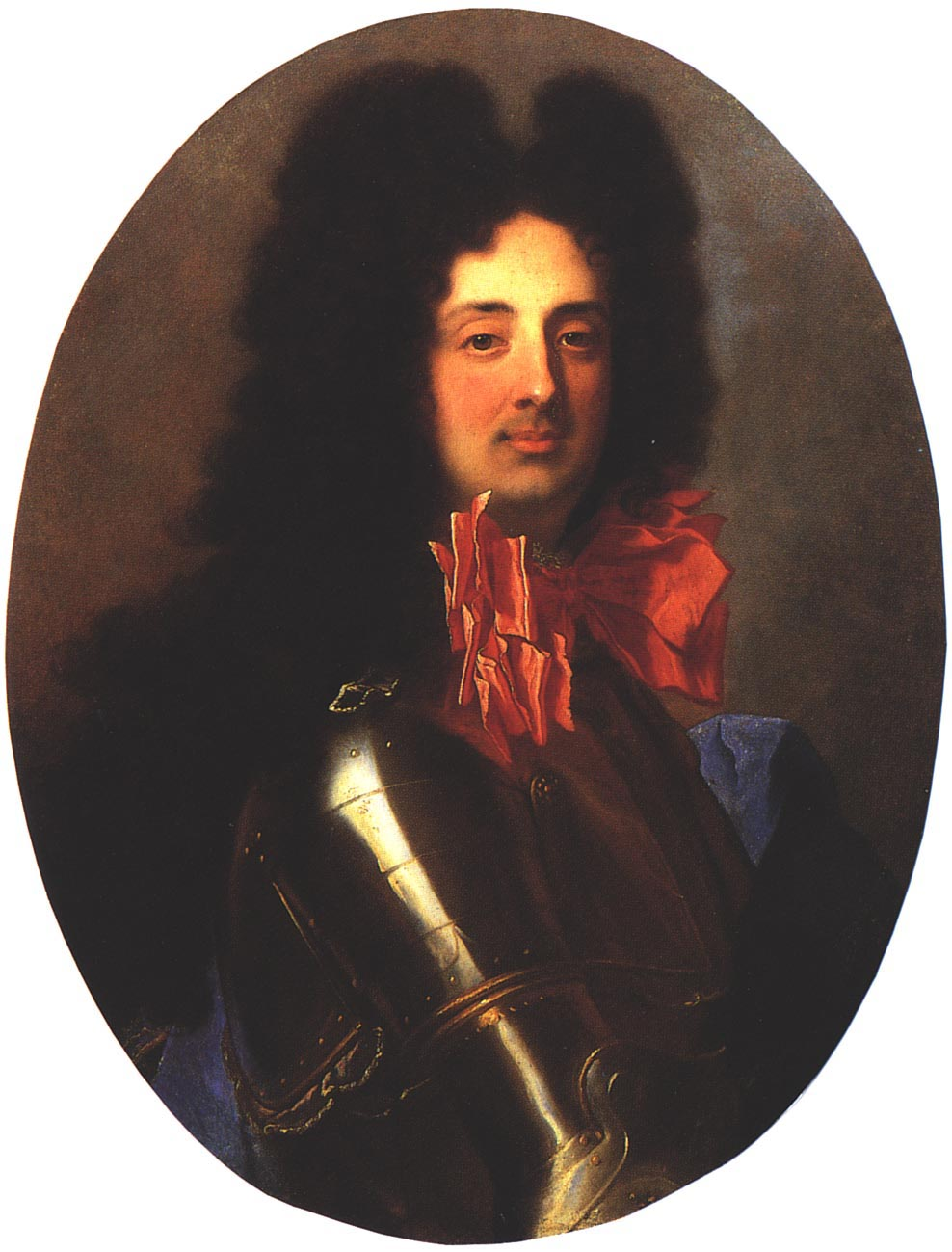
Jean de Souza, VI conte di Prado (1695)

- Charles de Salabéry, maestro dei conti[48]
- Henri de la Touche, signore di Zotten[48]
- Louis de Malet de Crasmesnil, signore di Valsemé[48]
- Madame Frémont[49]
- Marie-Charlotte Troisdames, moglie di Charles Lallemant de Levignen[49]
- François-Agésilas de Grossoles, marchese di Flamarens[49]
- Louis-Urbain Lefèvre de Caumartin[49]
- Louis-Armand de Béthune-Charost, duca di Charost[49]
- Armand I de Béthune-Charost, duca di Béthune[49]
- Frédéric-Guillaume de La Tremouille, principe di Talmont[49]
- Jean Donneau de Visé[49]
- Louis-Anne de Clermont de Chaste de Roussillon, vescovo di Laon[49]
- François de Barthélémy de Gramont de Lanta, vescovo di Saint-Papoul[49]
- Hippolyte-René Jouvenot, signore di Mérinville[49]
- Monsieur Pagnon, de Lyon[49]
- Monsieur de Bellay[50]
- Monsieur de Berny[50]
- Triplo ritratto di Claire-Marie-Madeleine-Géronime Rigaud, sorella dell'artista, di sua moglie, le Jean Lafita, balì reale di Perpignano e della loro prima figlia, Marie[49]
- Monsieur il conte di Juigné[51]
- Monsieur Lanaud[52]

### 1696
- Monsieur il marchese di Chaseron[53]
- Josèphe de Calvo, contessa d'Ille[53]
- Benoît, marchese di Calvo[53]

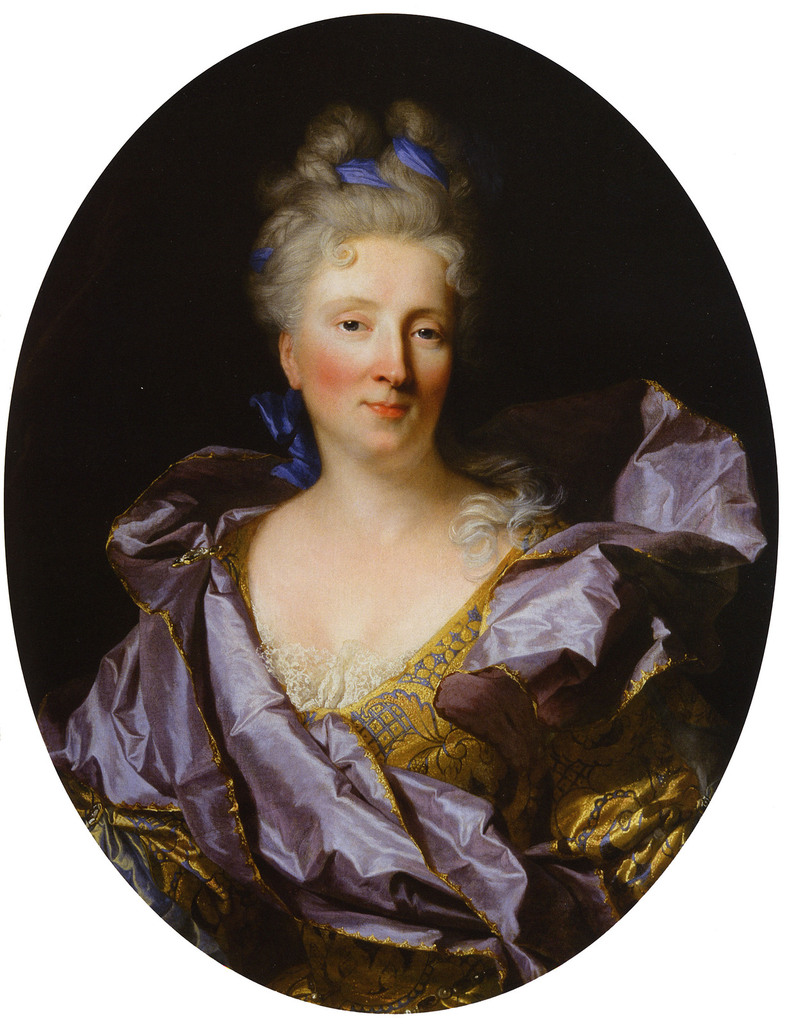
La contessa di Lignières, castello di Parentignat.

- Monsieur e madame la contessa Rousse[53]
- Mademoiselle Gaetane, loro figlia[53]
- Nicolas Guyet de Chevigny, sacerdote[53]
- Anne de Breuil de Lourdoueix, nata André[53]
- Marie-Sophie de Rébé[53]

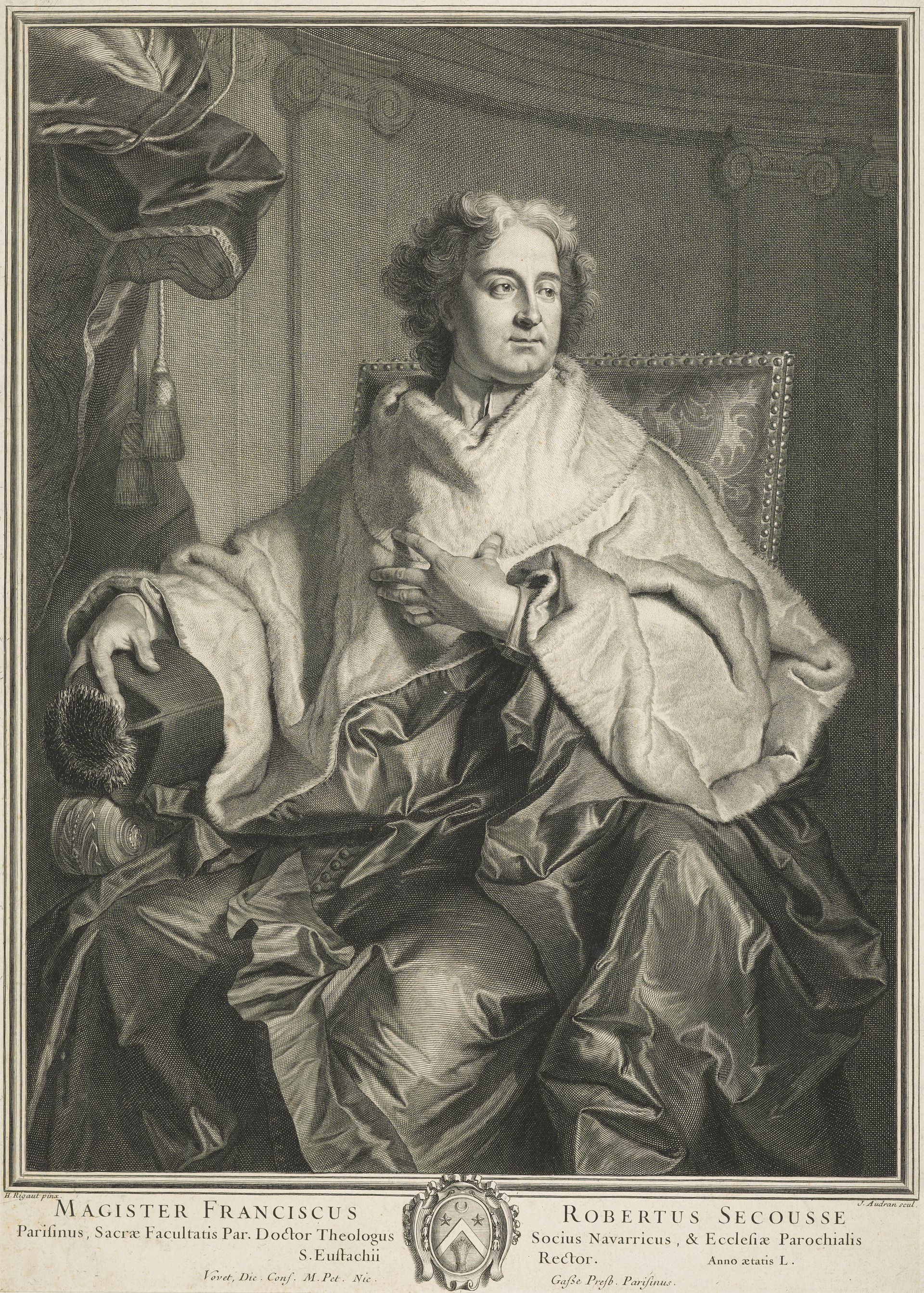
François-Robert Secousse, incisione da un dipinto di Rigaud.

- Renée-Marie d’Andigné, nata Suyrot des Champs[53]
- Louis-François d’Aumont, duca d’Humières[53]
- Louise Girardin de Vauvray, nata Bellinzany[53]
- Jean-Baptiste Durey de Vieuxcourt, presidente del gran consiglio[53]
- Léonard de Lamet, curato di Saint-Eustache[54]
- Louise Lamet, moglie di Guillaume Champy[54]
- François-Robert Secousse, vicario di Saint-Eustache[54]
- Monsieur de La Baune[54]
- Madame de Lisle[54]
- Jacques Nicolas Colbert, arcivescovo di Rouen[54]
- M. l'ambasciatore del Portogallo[54]
- Joachim-Joseph d’Estaing du Saillant du Terrail, vescovo di Saint-Flour[54]
- Louis II Le Peletier, presidente del parlamento di Parigi[54]
- Marie-Louise du Bouchet de Sourches, contessa di Linières[54]
- François-Louis de Clermont-Tonnerre, vescovo di Langres[54]
- Honoré Grimaldi, marchese di Cagne[55]
- Ulrik-Christian Gyldenloeve, grand'ammiraglio di Svezia[55]
- Silvy de Raousset, conte di Boulbon[55]
- Madame Roüillé[55]
- Madame de Revelinghen[55]
- Marie Andry, moglie di Jean Quinérant d’Hervilliers[55]
- Madeleine-Angélique de La Brousse de Verteillac[55]
- Oronce Fine de Brianville, abate di Pontigny[55]
- Monsieur de La Brosse[56]

### 1697

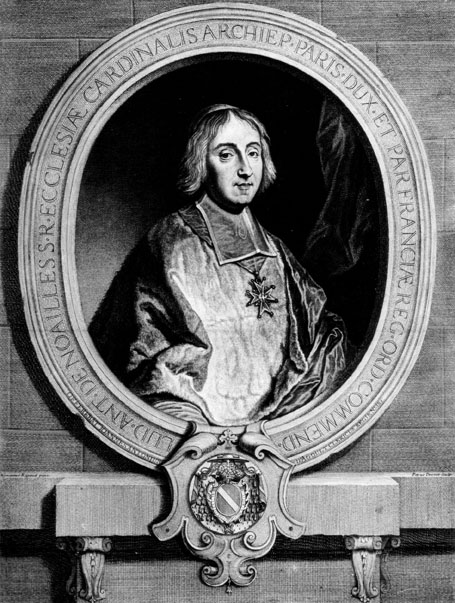
Louis-Antoine de Noailles, incisione da un dipinto di Rigaud.

- Francesco Luigi di Borbone, principe di Conti[57]
- Louis Antoine de Noailles, cardinale[57]
- Charles III de Rohan, principe di Guéméné[57]
- Ottavio Francesco Solaro, conte di Govone, ambasciatore di Savoia[57]
- Monsieur Doublet[57]
- Philippe Le Valois, marchese de la Villette de Mursay, caposquadra[57]
- Armand Jean Le Bouthillier de Rancé, abbate de La Trappe[57]
- Louis-Philippe Donneau de Visé, abbé de Lesterp[58]
- Monsieur il conte di Colomieux[58]
- Catherine Bargevin, moglie di Jean Lamy, ricevitore di Dijon[58]

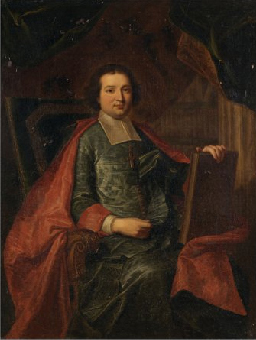
Charles-Joachim Colbert de Croissy (1697).

- Gabriel-François-Joseph de Poulpry, cornetta ei cavalleggeri della guardia del re[58]
- Monsieur Marchand[58]
- Charles-Joachim Colbert de Croissy, vescovo di Montpellier[58]
- Louis-François-Henri Colbert, cavaliere di Croissy[58]
- Marguerite-Françoise Béraud, moglie di Charles Colbert de Croissy[58]
- Monsieur le comte de Morestein[58]
- René-François de Coskaër, marchese de la Vieuville[58]
- Marie-Élisabeth de Tourmont, moglie di Charles Marcadé, maestro dei conti di Parigi[58]
- Monsieur le chevalier de Bouzols[58]
- Joseph Jean-Baptiste Fleuriau d’Armenonville, intendente delle finanze[58]
- Laurent d’Houry, stampatore[59]
- Monsieur et Madame de la Noüe[59]
- Monsieur Delisle[59]
- Guillaume Homberg, medico[59]
- Marie-Thérèse de Lubert, moglie di Cardin Lebret de Flacourt, maître des requêtes[59]
- Monsieur Castan[59]
- Emery Galleran, consigliere del re, commissario a Châtelet di Parigi[59]
- Catherine Marie de Sauvion, moglie di Claude-François Paparel, tesoriere generale dell'ordinario delle guerre e della gendarmeria[59]
- Étienne de Ponte d’Albaret, intendente di Perpignano[59]
- Gilbert d’Hostun-Gadagne, conte di Verdun[59]
- Monsieur Crevon[59]
- « Le grand Dauphin », figlio di Luigi XIV[60]
- Pierre-Cardin Lebret e suo figlio Cardin Lebret[60]
- Monsieur il cavaliere di Costiolles[60]
- Iver Rosenkrantz af Rosenholm, ambasciatore di Svezia[60]
- Monsieur de Ravelinguam[60]
- Nicolas Crevon, consigliere del re[60]
- Jacques-Joseph Vipart de Silly, tenente generale[60]
- Jean-Baptiste Colbert de Torcy, segretario di stato[59]
- Giovane moro con un arco

### 1698
- Pierre III de Sève, barone di Fléchères[61]
- Louis-Joseph, duca di Vendôme[62]
- François de Neufville de Villeroy, maresciallo di Francia[62]
- Louis de Rostaing-Champferrier[62]
- Michel V Bégon, intendente di marina[61]

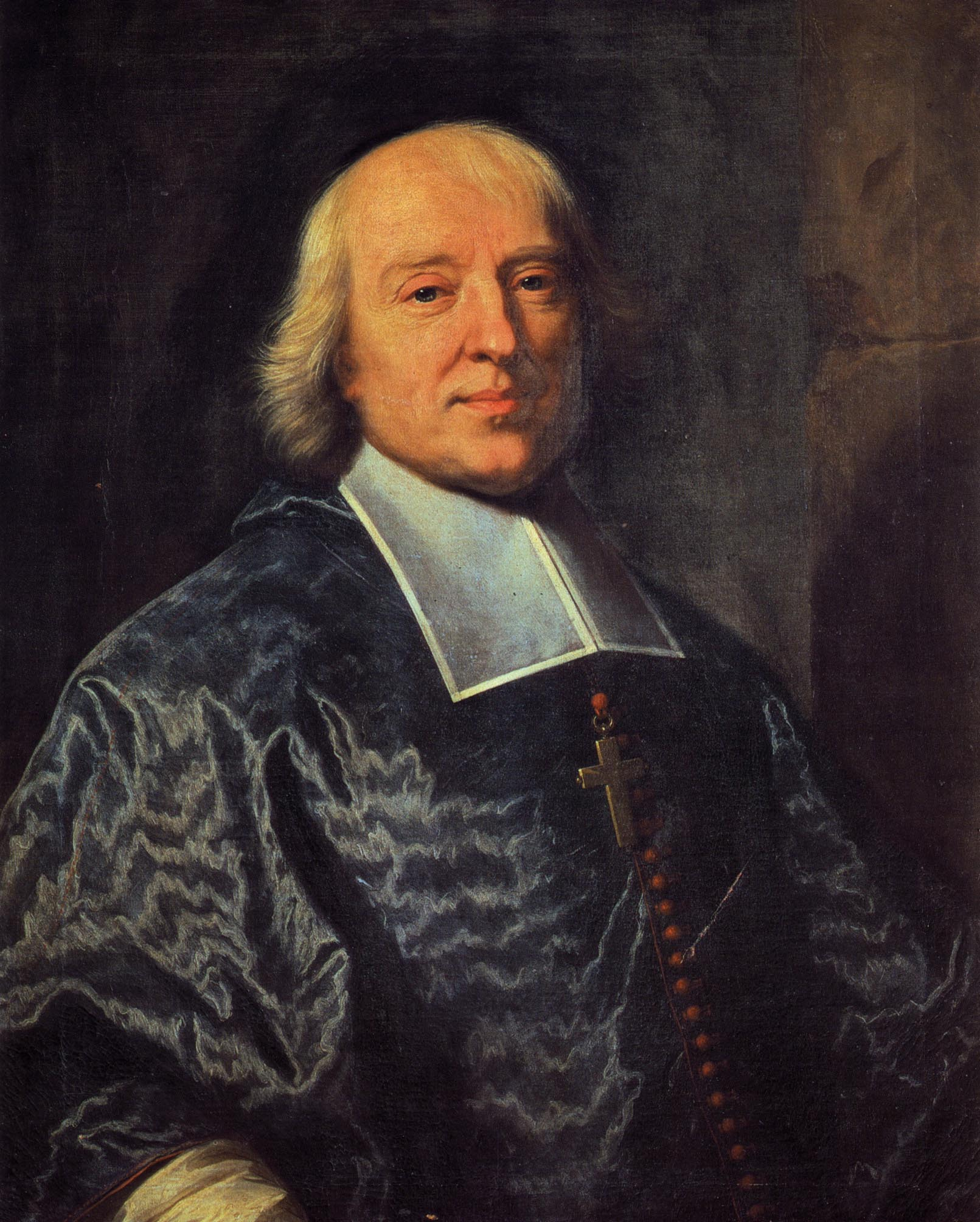
Jacques-Bénigne Bossuet, Firenze, Galleria degli Uffizi.

- Jacques-Bénigne Bossuet, Galleria degli Uffizi, Firenze[63]
- Fabio Brulart de Sillery, vescovo di Soissons[61]
- Jacques Henri de Durfort, duca di Duras, maresciallo di Francia[61]

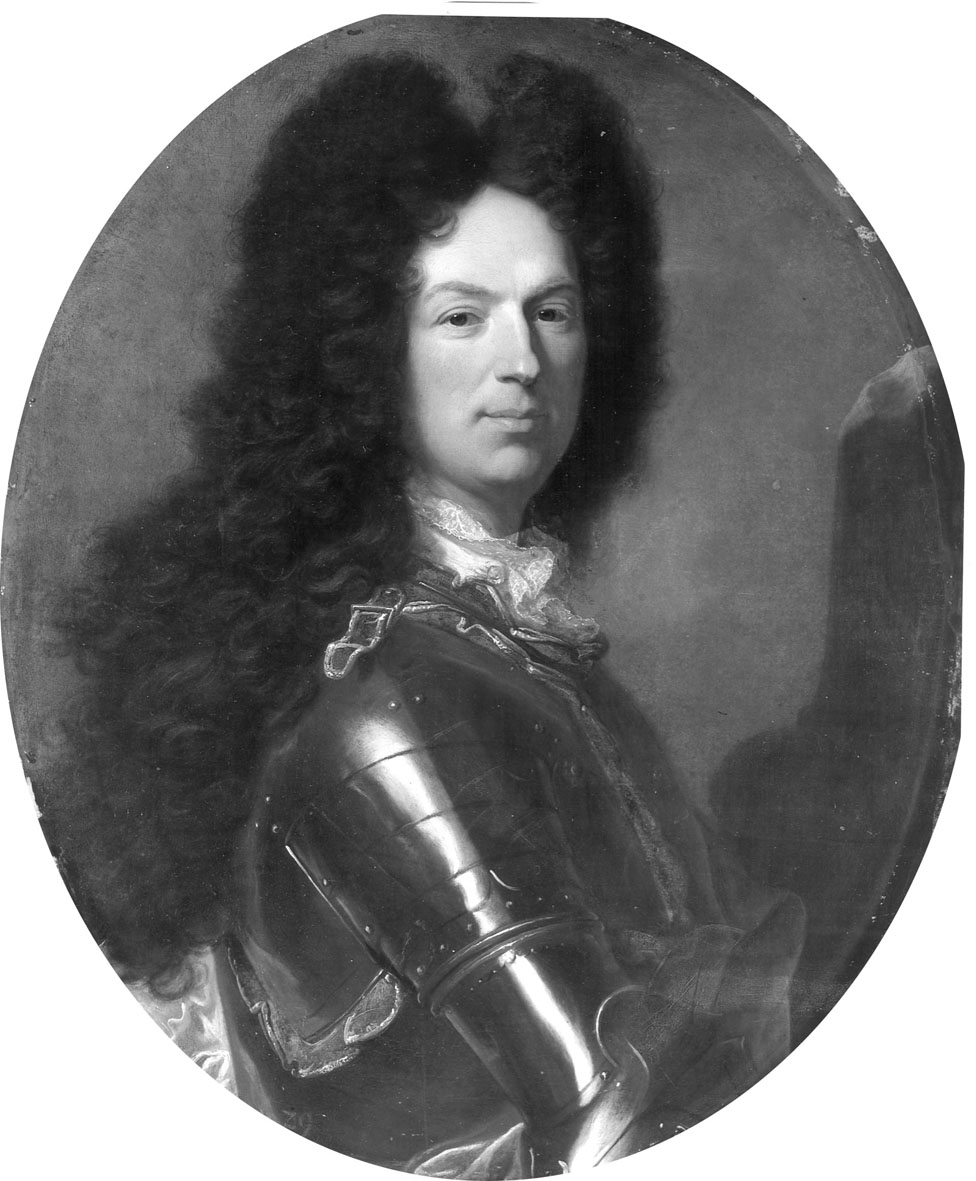
Matthias-Johann von der Schulenburg (1698), Braunschweig, Herzog Anton Ulrich-Museum.

- Matthias-Johann von der Schulenburg[61]
- Hubert-Robert de Tournont, consigliere al parlamento di Parigi[62]
- Il marchese Giacomo Lomellini[62]
- Gian-Francesco Pallavicini-Grimaldi[62]
- Monsieur Carlière, de Nîmes[62]
- Louise Delamet, moglie di Guillaume Champy[62]
- Monsieur Desagay o Desaguets[62]
- Monsieur Carlière, di Laon[62]
- Louis II de Rostaing-Champferrier[62]
- Nicolas de Tettau, colonnello del reggimento delle guardie[62]
- Gabriel Coustard, controllore della grande cancelleria[64]
- Anne Régnault, moglie del precedente[62]
- Denis-François Bouthilier de Chavigny, vescovo di Troyes[62]
- Nicolas Mesnager[62]
- Guillaume Briconnet, presidente del parlamento di Parigi[62]
- Charlotte Croisset, moglie del precedente[62]
- Jean Hervé Basan de Flamenville, vescovo di Perpignano[64]
- Gédéon Berbier du Mets, presidente della camera dei conti di Parigi[64]
- Hans-Caspar, conte di Bothmar[64]
- Monsieur de Genevy[64]
- Amedeo Alfonso dal Pozzo, principe della Cisterna[64]
- David Olivier de Sénozan[64]
- Pierre Périchon, consigliere di Lione[64]
- Armand-Jean de Vignerod, duca di Richelieu[64]
- William Bentinck, conte di Portland[64]
- Henry Bentinck, I duca di Portland, figlio del precedente[64]
- Matthew Prior, segretario d'ambasciata[64]
- Madame de Revelingan[65]

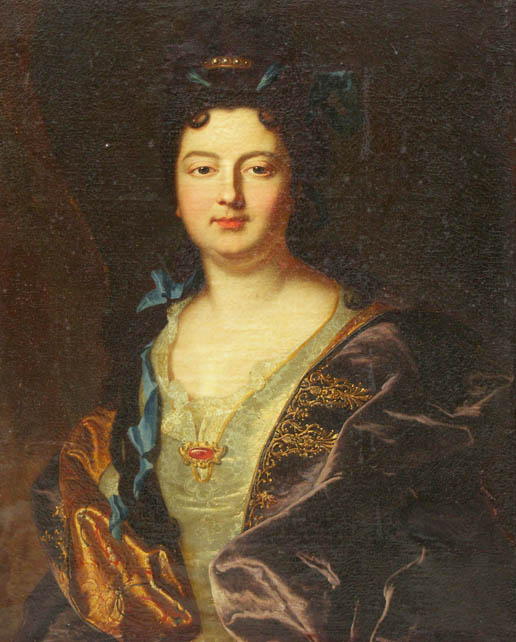
Anne-Catherine de Labriffe (1698).

- Anne-Catherine de Labriffe, contessa di Meslay[65]
- Erik Axelsson Sparre van Sundby[65]
- Alexandre du Port de Montplaisant, barone di Loriol[65]
- Monsieur Deltichmelle[65]
- Monsieur Pothier[65]
- Louis Nicolas Le Tonnelier de Breteuil, barone di Breteuil[65]
- Gabrielle-Anne de Froulay, baronessa di Breteuil[65]
- M. e Mme De Gouy padre e madre d'Élisabeth de Gouy, poi Mme Rigaud[65]
- Monsieur Germain[65]
- Milord Hustach[65]
- Esprit Jousseaume, marchese de la Brestesche[65]
- Monsieur Olivier[66]
- Louis Bossuet, maître des requêtes[66]
- Mademoiselle Prudhomme[66]
- Il principe langravio d'Assia-Kassel[66]
- Il principe ereditario d'Assia-Kassel[66]
- Il barone Deffeld, tutore dei precedenti[66]
- Monsieur Le Baron[66]
- Ferdinand Bonaventura, conte von Harrach[66]
- Marie-Anne de Masse, moglie di Charles de Thomas, signore di Millaud[66]
- Jacques-Charles Cornet, controllore della casa d'Orléans[66]
- François-Pierre Gillet, avvocato[66]
- Louis Cousin, presidente della corte di Parigi[66]
- Joseph de Provana de Pralong, ambasciatore in Sicilia[66]
- Maximilian-Ulrich von Kaunitz[67]
- Jean-Bénigne Naturel de Champlieu, capitano del reggimento d’Humières[67]
- Louis Prudhomme, cavaliere di Notre-Dame du Mont Carmel[67]
- Ippolito Durazzo[67]
- Madame Moreaux[67]

### 1699
- Giorgio Federico di Brandeburgo-Ansbach[68]
- Guglielmo Federico di Brandeburgo-Ansbach[68]
- Il principe Ferdinando di Schwarzenberg[68]
- Madame Beaubourg[68]
- Monsieur Fradet[68]
- René-François Boutin, consigliere al parlamento di Parigi[68]
- Dominique-Claude Barberie de Saint-Contest, marchese di Saint-Contest e de La Châteigneraie[68]
- Monsieur Pelan, di Londra[68]
- Louis, conte di Guiscard, tenente generale[68]
- Monsieur de Mouchy[68]
- Charles-Honoré de Barentin, consigliere al parlamento di Parigi[68]
- Antoine II de Ribeyre, consigliere di stato[69]
- Georget-Louis-Anne III de Pernes, conte d’Épinac[68]
- Francesco Maria Imperiale Lercari, ambasciatore dei genovesi[68]
- Jean d’Estrées, abate d'Evron[69]
- Emmanuel-Henri de Beaumanoir, marchese di Lavardin[69]
- James Craggs « le Vieux », finanziere[69]
- Sir Edward III Villiers, I conte di Jersey[69]
- Robert-Jean-Antoine-François Franquetot, conte di Coigny[69]
- Ignace de Lieutaud[69]
- Jean Testu de Mauroy, abate di Belleval[69]
- Monsieur Grand[69]
- Josèphe de Gamboa d’Urtubie de Laborde[70]
- Monsieur il marchese di Duras, il padre[70]
- Monsieur il marchese di Duras, il nonno[70]
- Monsieur il marchese di Duras, cadetto[70]
- Joseph de Ximénès, governatore di Maubeuge[70]
- Armand-Roland Bignon, intendente delle finanze[70]
- Pierre de Montesquiou d'Artagnan[70]
- Madame d'Hozier[70]
- Françoise Béraud, moglie di Charles Colbert de Croissy[70]
- Anne Lecourt, moglie di Louis Passerat, avvocato del re[70]
- Michel-François II de Verthamon, presidente del gran consiglio[70]
- Jean-Baptiste Colbert de Torcy, segretario di stato[70]
- Guido Vaini, principe de Cantalupo[71]
- Louis-Bretagne-Alain de Rohan-Chabot, principe di Leon[71]
- Élisabeth de Goyon de la Moussaye, marchesa di Montbourcher[71]
- Monsieur Dalibour[71]
- Il Generalfeldzeugmeister von Jordan[71]
- Marie-Élisabeth de Barentin, badessa di Saint-Amand de Rouen[71]
- Louis Bignon, capitano delle guardie[71]
- Jean-François de Chamillart, vescovo di Dole[71]
- Monsieur Lecomte[71]
- Jacques Le Voyer de Paulmy d’Argenson, abate di Saint-Pierre de Preuilly[71]
- Monsieur Masson[71]
- Madame de Chérigny[71]
- Jean-Denis de Polastron, tenente generale[71]
- Pierre-Armand du Cambout de Coislin, cardinale[72]
- Monsieur le comte de Molan, inviato dell'imperatore[72]
- Doppio ritratto di Maria Maddalena Teresa de Coycault de Chérigny e di Joseph Jean-Baptiste François Coycault de Chérigny[72]
- Triplo ritratto di Jean Le Juge, di sua moglie Élisabeth de Gouy e della loro figlia Marguerite-Charlotte[73]
- François-Louis du Bouchet de Sourches, gran prevosto di Francia[74]
- Maschera d'uomo o testa in espressione, Gray (Haute-Saône), musée Baron-Martin

### 1700
- Jean-Baptiste Phélypeaux, signore d'Arzilles, consigliere di stato[75]
- Nicolas Tissot, mercante di Lione[75]
- Monsieur de Metz[75]
- Charles-François de La Baume Le Blanc, duca de La Vallière[75]
- Louis Verjus de Crécy, ambasciatore[75]
- Charles II Boucher d’Orsay, prevosto dei mercanti[75]
- Jeanne-Françoise Errard, moglie del precedente[75]
- Giovanni Guglielmo di Sassonia-Gotha-Altenburg[75]
- François de Callières, diplomatico[75]
- Antoine-Charles-Louis de Valois, cavaliere d’Angoulème[76]
- Monsieur il conte di Montaigu[76]
- Charles Le Breton de la Bonnelière, consigliere del re[76]
- Arnaud II de Labriffe, procuratore generale del parlamento di Parigi[76]
- Louis de Saint-Marc, segretario del re[76]
- Pierre de Saint-Marc, segretario del re[76]
- Marthe Lefèvre, moglie di Thomas Bouvet de Louvigny[76]
- Monsieur de Combebesuze[76]
- Claude Forcadel, signore di Montisambert[76]
- René III de Froulay, conte de Tessé[76]
- Jean-Antoine II de Mesmes, conte d’Avaux[76]
- Monsieur de Pouyan[76]
- Monsieur Marcès[76]
- M. l'abate Pougnan[76]
- Dodon Heinrich, barone di Knyphausen[76]
- Henri-Charles Arnault de Pomponne, abate di Saint-Maixent[76]
- Christophe Lalive, signore di Bellegarde[76]
- Monsieur e Madame Renard[77]
- Monsieur il presidente Beaudouin[77]
- André-Nicolas de Puisaye, marchese di Mesnières[77]
- Monsieur Sastre, di Montpellier[77]
- Monsieur de Jassac[77]
- Monsieur Moreau[77]
- Philippe de Courcillon de Dangeau, marchese di Dangeau[77]
- Gérard Edelinck, incisore[77]

### 1701
- Filippo V, re di Spagna[78]
- Luigi XIV, re di Francia[79][80]
- Édouard Colbert, marchese di Villacerf[81]
- Jean-Baptiste-Michel Colbert de Villacerf, arcivescovo di Tolosa[81]
- Monsieur il conte di Vérieux[81]
- Regina-Katerina-Isabela-Rosalia zu Valdštejna, contessa di Sinzendorf[81]
- Jean de la Garde d’Agoult, marchese de Vins[81]
- Jean II de Castille, marchese de Chenoise[81]
- Gilbert-François Rivoire, marchese du Palais[81]
- Monsieur de Jouvignac[81]
- Catherine-Marie Le Gendre de Villedieu, moglie di Claude Pécoil[81]
- Madame de La Jonchère[81]
- Marie-Claire-Isabelle des Fontaines[82]
- Erik Axelsson von Sparre, barone di Sparre[82]
- Étienne Ferrand, signore di Saint-Dizant[82]
- Anne de Besset de Saint-Dizant, moglie del precedente[82]
- Monsieur de La Valette[82]
- Monsieur Langlois[82]
- Melchior de Forbin de La Roque d’Anthéron, président à mortier[82]
- L'abate François Ledieu, segretario di Bossuet[82]
- Monsieur il marchese D'Avéjan[82]
- Édouard Valot, vescovo di Nevers[82]
- Louis-Nicolas Le Tonnellier, barone di Breteuil[82]
- Claude Gros de Boze, tesoriere della generalità di Lione[82]
- Madame la contessa de Montaigu[82]
- Monsieur de Beaubrian[83]
- Monsieur il marchese de la Chasse[83]
- Nicolas III Le Camus, signore de la Grange[83]
- Joseph de Montaigu, chevalier de Bouzols, sottotenente della compagnia de Berniere[83]
- Monsieur de Beaubour[83]
- Jacques de Vanolles, consigliere del re[83]

### 1702
- Maximilien-Constantin d’Anzeray de Courvaudon, presidente del parlamento di Rouen[84]
- Monsieur il conte di Vreide, di Svezia[84]
- Monsieur Adam[84]
- Jean-Antoine II de Mesmes, conte d’Avaux[84]
- Monsieur Débert, maestro dei conti[84]
- Antonio Ulrico di Brunswick-Lunenburg[84].
- Ferdinando Alberto III di Brunswick-Bevern[85]
- Frédérik Walter, capitano danese[86] · [84].
- Victor-Marie d’Estrées, maresciallo di Francia[84]
- Monsieur il marchese di Caudemont[84]
- Jean-Baptiste du Casse, caposquadra[84]
- Armand-Victor Le Bouthillier, conte di Chavigny[87]
- Monsieur de Ressenet[87]
- Claude Feydeau de Marville, ufficiale delle guardie francesi[87]
- Joseph-Ignace-Auguste-Mainfroy-Jérôme de Scaglia, conte di Verrue[87]
- Constance de Jouvenel de Harville des Ursins, marchesa di Pomponne[87]
- Isaac Le Maître, fermiere generale[87]
- Pierre Gillet, procuratore al parlamento di Parigi[87]
- Hélène Charron, moglie di Pierre Moreau de Villiers, segretario del re[87]
- Louis Robert, gran vicario di Nîmes[87]
- Monsieur Véron[87]
- Marie-Anne Fermé, figlia di Jacques Fermé, ricevitore generale del Limosino[87]
- Monsieur Chauvelin[87]
- Léon de Roll, primo presidente della camera di commercio di Bayonne[87]
- Étienne Landais, tesoriere dell'artiglieria del regno[87]
- René Coustard, mercante di tessuti di Parigi[88]
- Catherine Leroy, moglie del precedente[89]
- Charles-François de la Baume Le Blanc, marchese poi duca de la Vallière[89]
- Bernard Le Bovier de Fontenelle, scrittore[89]
- David-Nicolas de Bertier, vescovo di Blois[89]
- Gabriel de Roquette, vescovo di Autun[89]
- André-Pierre Hébert, consigliere al parlamento di Parigi[89]
- Claudie de Linange, moglie del precedente[88]
- Ottavio Francesco Solaro, conte di Govone (secondo ritratto)[88]
- Catherine-Félicité Arnauld de Pomponne, marchesa di Torcy[88]
- Monsieur du Tirzénet[89]
- Monsieur Valier[89]
- Jules Hardouin-Mansart, architetto (secondo ritratto)[90]
- Mademoiselle de Castillon[90]
- Angélique de Langlée, contessa di Guiscad[90]
- L’abbé Beignier[91]
- Monsieur de Saint-Gervais[92]
- Alessandro Roncovieri, ambasciatore di Parma[93]
- Philippe de Courcillon de Dangeau, marchese di Dangeau[84]
- Jacques Bénigne Bossuet (1627-1704), vescovo di Meaux[94]

### 1703
- Il duca di Borgogna, nipote di Luigi XIV[89]
- Monsieur Périchon, di Lione[95]
- Paolo-Girolamo Pallavicini, ambasciatore straordinario della repubblica di Genova a Londra[95]
- Dodon-Henri, barone di Knyphausen, consigliere privato del re di Prussia (secondo ritratto)[95]
- Jean-François de Virolleau de Marillac[95]
- Moïse-Augustin Fontanieu, tesoriere generale della marina di Francia[95]
- Louis Colbert, conte di Linières (secondo ritratto)[95]
- Madame Dalibour[95]
- Louis-Henri de la Tour d'Auvergne, conte d'Évreux[96]
- Emmanuel-Jean-Joseph d’Hallencourt, marchese di Dromesnil (secondo ritratto)[96]
- Monsieur d'Olivier, d Lione[96]
- Marie-Anne Varice de Valières, moglie di Jean Neyret de La Ravoye[96]
- Jean Hérault, signore di Gourville[96]
- Monsieur Renaudot[96]
- Louis-Pierre Engelbert, conte de la Marck[96]
- Pierre-Gabriel Villebois, capitano poi presidente e tesoriere di Francia ad Alençon[96]
- Marie-Hector de Marle de Bragelonne[96]
- Charlotte-Élisabeth de Cochefilet de Vaucellas, principessa di Guéméné[96]
- Éléonor-François de Dio, marchese di Montpeyroux[96]
- Charles Marcadé, maestro della camera dei conti di Parigi[97]
- Jean Girardot de Chancourt, mercante di sete di Parigi[97]
- Philippe Poirier d’Anfreville, arcidiacono di Auch[97]
- Jacques Perrotin de Barmond, controllore generale della marina[97]
- Jacques-Ennemond Thibert de Martrais, consigliere di stato[97]
- Emmanuel-Théodose de la Tour d'Auvergne, duca di Bouillon, allora titolato duca d'Albret[97]
- Louis-Maurice Desvieux, avvocato del re al gran consiglio (terzo ritratto)[97]
- Jérôme Mérault, consigliere al gran consiglio[97]
- André Rollet de Montavert, capitano maggiore a Bapaume[97]
- Jean II de La Croix, maestro dei conti[97]
- Paulin Pondre, ricevitore generale delle finanze a Lione[97]
- Augustin-Antoine de Ferriol, ricevitore generale delle finanze[97]
- Melchior de Blair de Fayolles, fermiere generale[98]
- Madame Robert, la procureuse du Roy[98]
- Monsieur de la Roche, mercante a Blois[98]
- François-Joseph de Gélas de Lébéron[98]
- Angélique de Langlée, contessa de La Bourlie (secondo ritratto)[98]
- Marie-Françoise de Beauvilliers, marchese di Marillac[98]
- Jean-François de Virolleau, marchese di Marillac[98]
- Nicolas Loubert, tesoriere generale delle finanze a Orléans[98]
- Alexandre Milon, maître des requêtes[98]
- Étienne-François Geoffroy, medico[98]
- Nicolas Desvieux[98]
- Mademoiselle de Mérault[98]
- Marie-Anne Pajot, moglie di Antoine-François-Gaspard Legendre de Lormoy, maître des requêtes[98]
- Louis-Bénigne de Berthier de Sauvigny, presidente del parlamento di Pau[99]
- Charles-Antoine-Joseph de Croy, IV duca d’Havré e di Croy[99]
- Jean-Jacques Titon du Plessis, consigliere del re[99]
- Jean de Santeul, poeta[99]
- Monsieur Terner[100]

### 1704
- Étienne de Lieutaud
- Jean-Jacques Fontbon, presidente della camera dei conti di Montpellier[101]
- Louise de La Luzerne, detta « Mademoiselle de Brévan »[101]
- Nicolas Boileau Despréaux, poeta[101]
- Anton II Giulio Brignole Sale[101][102].
- Ritratto di Claude-Louis-Hector de Villars, maresciallo di Francia[101]
- Gaspard Rigaud, fratello dell'artista
- Armand-Roland Bignon de Blanzy, consigliere di stato[103]
- Joseph-Marie de Rosily, signore di Vieuxbourg[103]
- L'abate Jolly[103]
- Pierre-Claude de Montfort de Méry, capitano dei fucilieri[103]
- François Le Chambrier, sindaco di Neuchâtel[103]
- Charles-Antoine de Lagarde de Chambonas, vescovo di Viviers[103]
- Madame l’inconnue, sconosciuta
- Joseph-Hector de Montaut, sindaco della nobiltà d'Armagnac[103]
- Claude Deshayes-Gendron, oculista del re[103]
- Sébastien Le Prestre de Vauban, maresciallo di Francia[103]
- Monsieur de Laversière, di Rouen[103]
- Pierre-Benoit Morel du Meix, consigliere alla corte di Aydes[104]
- David Olivier de Sénozan, consigliere di Lione[104]
- Françoise Areson, moglie del precedente[104]
- Jean-Joseph de Monthulé, consigliere al parlamento di Parigi[104]
- Thomas-Charles de Becdelièvre de Quévilly, presidente al parlamento di Rouen[104]
- Charles-Roger, principe di Courtenay[104]
- Roger Brulart de Sillery, visconte di Puysieux[104]
- Antoine Coysevox, scultore
- Monsieur il conte di Guiscard[105]
- Louis du Plessis, brigadiere generale[105]
- Monsieur de Forf[106]
- Madame Coustard, la giovane[106]
- Monsieur de Blairé[106]
- François-Marie-Isaac de Gontaut, marchese d’Hautefort[106]
- Mademoiselle Sonnain[106]
- Madame la marchesa d'Anzié[106]
- Monsieur il presidente di Cardeville[106]

### 1705
- François Girardon, scultore[107]
- Monsieur le maréchal de Vralos[108]
- Le figlie del ciambellano di Polonia[108]
- Monsieur l’armateur[109]
- Madame de Mérault[109]
- Louis De Tibergaud de la Motte, marchese di Tibergeau[109]
- Gabrielle-Françoise Brulart de Sillery, marchesa di Tibergeau[110]
- Ferdinando Carlo di Gonzaga-Nevers, duca di Mantova e di Monferrato[111]
- Susanna Enrichetta di Lorena, duchessa di Mantova[112]
- Jacques-Bénigne Bossuet, vescovo di Meaux[113]
- La famiglia Le Juge
- Nicolas-Pierre Camus de Pontcarré, primo presidente del parlamento di Rouen[113]
- François de Mailly-Nesle, arcivescovo d'Arles[113]
- Jean Soanen, vescovo de Senez[113]
- Pierre de La Broue, vescovo di Mirepoix[113]
- Marie d’Orléans de Longueville, duchessa di Nemours[113]
- Claude-Antoine Le Boullanger, presidente del parlamento di Parigi[113]
- Henri de Chabannes, conte di Rochefort[113]
- Franz Heinrich von Stäffis-Mollondin, governatore di Neufchâtel[113]
- Monsieur Roché, de Blois[113]
- Jean Glucq, fondatore della manifattura reale di tinture e drappi Gobelins[107]
- Madame Jean Glucq, nata Marie-Charlotte Jullienne[107]
- David Nicolas Bertier, vescovo di Blois[107]
- Louis-Charles Voisin de Saint-Paul, presidente del parlamento di Rouen[107]
- Nicolas Guigou de Varastre, consigliere del gran consiglio[107]
- Monsieur de Torpane[107]
- Nicolas de Gruel de La Frette[107]
- Nicolas-Alexandre Hénin, consigliere al parlamento di Parigi[107]
- Madame Narcisse[107]
- Monsieur Olivier, di Dunkerque[107]
- Jacques de Saint-Gabriel, religioso al convento degli agostiniani di Notre-Dame-des-Victoires[107]
- Giovanni-Battista Spinola, balivo di Genova[107]
- Nicolas de Châteauneuf de Rochebonne, tenente della guardia
- Louis-Joseph de Vatboy du Metz, ricevitore generale delle rendite sulla ferma[107]
- Michel II Ancel Desgranges, comandante del reggimento di cavalleria del Rossiglione[107]
- François-Louis Rousselet de Châteaurenault, maresciallo di Francia[110]
- Louis-Henri de la Tour d'Auvergne, conte d'Évreux[110]
- François-Laurent de Greder, tenente generale[110]
- Étienne Baluze, professore di diritto canonico al collegio reale[110]
- Conrad de Rosen-Kleinröb, maresciallo di Francia[110]
- Giovanni-Battista Cattaneo Della Volta, marchese di CatanoTemplate:Refnec
- Monsieur de Coppe, de Tours[110]
- Monsieur Lullin, di Genova[110]
- Monsieur de la Houssaye, di Rouen[110]
- Monsieur Bourdin ed un suo amico, per Monsieur Lomellini di Genova[110]

### 1706
- Dominique-Claude Barberie de Saint-Contest, marchese di Saint-Contest e de La Châteigneraie[114]
- Philippe-Antoine Gualterio, nunzio apostolico[115]
- Louise-Catherine de Conflans, signora di Vézilly[116]
- Louis Chevalier, seigneur de Montpéroult[117]
- Madame Chevalier (la madre)[116]
- Monsieur de Beauvais, il padre[116]
- Mademoiselle Briçonnet[116]
- Monsieur Rocher[118]
- Christina Schrøder de Meyercroon[117]
- Monsieur il commissario Le Salle[119]
- Philippe-Michel de Vérine, signore di L’Échelle[120]
- Michel Poncet de La Rivière, vescovo d'Angers[120]
- Léonard-Henry Ithier, musico ordinario del re[120]
- Madame Cavillier, di Rouen[120]
- Monsieur Doyen, notaio[120]
- Monsieur Lange, notaio[120]
- Madame de Franconville, sua figlia[120]
- François de Vaucouleurs, signore di Lanjamet[115]
- Maria Anna di Borbone, principessa di Conti[115]
- Louis-Armand de Bautru, conte di Nogent[115]
- Emmanuel-Jean d’Hallencourt, marchese di Dromesnil[115]
- Joseph Jean-Baptiste Fleuriau d’Armenonville[115]
- Pierre de Vienne, consigliere del parlamento di Parigi[115]
- Andrei Artamonovich Matveev, ambasciatore di Mosca in Francia[115]
- Anastasia Ermilovna, moglie del precedente[115]
- Monsieur de Manse[115]
- Nicolas Bourget, signore di Chaulieu[115]
- Madame du Bourget, moglie del precedente[115]
- Monsieur Lambert[114]
- Monsieur Labbé[114]
- Monsieur de Raffetange[114]
- Monsieur le marquis de Rozé[114]
- Amy du Buisson, brigadiere generale delle guardie svizzere[114]
- Pierre Chauvin, medico[114]
- Jean-Baptiste de Perry, tenente generale[114]
- Cristiano III del Palatinato-Zweibrücken, conte palatino di Birkenfeld e di Birkenfeld-Bischweiler[114]
- Hardouin de l’Isle, marchese di Marivaux[114]
- Alexandre Milon, maître de requêtes[114]
- François-Gilbert de Saint-Pouange[114]
- Joachim-Jacques Trotin, marchese de la Chétardie[114]
- Marie-Sophie de Rébé[114]
- Jean de Vassinhac d’Imécourt, tenente generale[121]
- Monsieur de Barbaret, maggiore[121]
- Jean de Catelan, vescovo di Valence[121]
- Alexandre-Étienne-Raoul-Claude de Labadie d’Aumay[121]
- André-Hercule de Fleury[121]
- Antonio I Grimaldi, principe di Monaco[121]
- Catherine-Marie Le Gendre de Villedieu e suo fratello, Thomas Legendre de Colandre[121]

### 1707
- Emmanuel-Théodose de la Tour d'Auvergne, cardinale de Bouillon[122]
- Monsieur Desbordes[123]
- Monsieur Desmarest[124]
- Conrad Reventlow, cancelliere di Danimarca[125]
- Guillaume Benard de Rézé, consigliere al parlamento di Parigi[125]
- Gérard Edelinck, incisore
- André-Pierre Hébert, maître des requêtes[125]
- Jean-Baptiste Drouard de Bousset, musicista[125]
- Jean-Léonard Secousse, consigliere e segretario del principe di Dombes[125]
- Giovanni Lorenzo Verzura, agente d'affari genovese[125]
- Carlo Enrico di Lorena, principe di Vaudémont[125]
- Michel-André Jubert de Bouville, consigliere di stato[125]
- Alain-Emmanuel, marchese di Coëtlogon de Méjusseaume[125]
- Monsieur Dudegnon, d'Auvergne[126]
- Charles II de Houdetot, signore di Graimbouville[126]
- Marie-Anne Pellot de Trévières, marchese di Becdelièvre[126]
- Camille Le Tellier, abate di Louvois[126]
- François Hénault, segretario del re nella cancelleria del parlamento di Besançon[126]
- Esther de Jassaud, marchese d'Usson de Bonnac[126]
- Pierre II Gruyn d'Evry, guardia del tesoro reale[126]
- Marie-Louise du Bouchet de Sourches, contessa di Lignières[126]
- Charles-Honoré d’Albert, duca di Chevreuse poi di Luynes[126]
- Armand-Joseph de Saint-Laurent de Bertrandy, tenente di cavalleria[126]
- Louis-Camus Destouches-Canon, commissario provinciale d'artiglieria[126]
- Emmanuel-Gaspard du Bourg de Bozas[127]
- Barthélémy Rolland de Chambaudoin, controllore straordinario per la guerra[127]
- Catherine-Agnès Langlois, moglie di Barthélémy Rolland[127]
- Jean-Paul Bignon, consigliere di stato[127]
- Charles II d’Houel, marchese d’Hourlbourg, capitano della guardia[127]
- Jean Le Sens de Folleville, consigliere[127]
- Urbain Aubert, presidente della camera dei conti di Rouen[127]
- Marie-Anne Le Tellier, moglie d'Urbain Aubert[127]
- Louis-Auguste d’Albert d’Ailly, visconte d’Amiens poi duca di Chaulnes, maresciallo di Francia[127]
- Louis-Gaston Fleuriau d’Arménonville, vescovo d'Orléans[128]
- Christina Beata Lilie, baronessa di Sparre[128]

### 1708
- Mademoiselle Alexandre[129]
- Monsieur de Calvo[130]
- Monsieur Rasle[131]
- Jean-Baptiste Jolly, consigliere segretario del re, tesoriere di madame la principessa di Conti[131]
- Gilles Bégault, arcidiacono della cattedrale di Nîmes[131]
- Il principe di Bouïllon[131]
- Jean-Joseph de Serré, consigliere al parlamento di Parigi[131]
- Philippe-Emmanuel de Crussol, marchese di Saint-Sulpice[132]
- Charles-Auguste d’Allonville, marchese di Louville[132]
- Hyacinthe Sophie Béchameil de Nointel, marchese di Louville[132]
- François II de Gouy d’Arsy, marchese di Cartigny[132]
- Mademoiselle de Cartigny, badessa di Villechasson-Moret[132]
- Louis du Bouchet de Sourches, conte di Montsoreau, maresciallo di campo[132]
- Jeanne-Agnès-Thérèse du Pocholles du Hamel, contessa di Montsoreau[132]
- Pierre de Saint-Eustache, maggiore del reggimento dei dragoni di Senneterre[132]
- Isaac Courtin, signore di Saussoy[132]
- Philippe Mallet, dottore alla Sorbona, elemosiniere del duca d'Orléans[132]
- Pierre Chauvin, medico[132]
- Cardin Lebret, intendente in Provenza[132]
- Marguerite-Charlotte-Geneviève Le Ferron, moglie di Cardin Lebret[132]
- Monsieur de Villerey[132]
- Jean-Baptiste du Plessis de Grenédan, visconte di Grenédan[132]
- Hilaire Langlois, correttore dei conti[132]
- Philippe-Marie de Montroux, tenente generale[132]
- Paolo Girolamo Pallavicini, ambasciatore di Genova[132]
- Madame de La Houssaye, di Rouen[132]
- Louis-François de Bellanger de Thourotte, signore di Blacy, maestro di campo di cavalleria[132]
- Madame de Guamel[122]
- N. Grout de Campaneux, gentiluomo ordinario del re[122]
- Monsieur de la Sourdière[122]
- Marc-René de Voyer de Paulmy d’Argenson, tenente generale di polizia[122]
- François-Louis du Bouchet de Sourches, gran prevosto di Francia[122]
- James Francis Edward Stuart, pretendente al trono d'Inghilterra[122]
- Luigi Alessandro di Borbone, conte di Tolosa[122]

### 1709
- Madame François Pidou de Saint-Olon, moglie dell'ambasciatore di Francia in Marocco e ad Algeri[133]
- Alexandre Tamisier, abbate commendatario dell'abbazia benedettina di Saint-Martin de Huiron[133]
- Monsieur il marchese d'Anzy[134]
- Nicole-Françoise Desmarets, moglie di Michel-André Jubert de Bouville[133]
- Pierre-Nicolas de Bérulle, primo presidente al parlamento di Grenoble[135]
- Nicolas-Jacques Boucher[136]
- François Olivier de Sénozan, agente generale del clero di Francia[136]
- Valentin-Esprit Fléchier, vescovo di Nîmes[136]
- Jean Le Franc de Caix de Pompignan, primo presidente della corte di Montauban[136]
- François Gueston, priore di Mornanc[136]
- Élisabeth Morel de la Carbonnière[136]
- Madame du Jarry[136]
- Monsieur de Montier, de Pontoise[136]
- Monsieur Moreau, di Saint-Malo[136]
- Catherine de Marie, marchese di Bully[136]
- Joseph Jean-Baptiste Fleuriau, signore d'Arménonville[137]
- Anne d’Anfreville, moglie di Claude Le Page[137]
- Mademoiselle de Follin[137]
- Jean Girardot de Chancourt, mercante di seta a Parigi[137]
- Nicolas Magnanis, segretario del duca di Vendôme[137]
- Monsieur il conte d'Auroy[137]
- Claude Thiroux de Villersis, controllore del gran consiglio[137]
- Monsieur de Cardos[138]
- Nicolas de Laistre, consigliere del parlamento di Parigi[138]
- Marie Jean-Baptiste Colbert, marchese di Seignelay[138]
- François-Alphonse Hénault de Cantobre, fermiere generale[138]
- Charles-Philippe d’Albert, duca di Chevreuse[138]
- Stefano Pinelli Gentile, conte di Tagliolo, ambasciatore straordinario di Genova[138]
- La contessa di Tagliolo, moglie del precedente[138]
- Jean III de Gassion, marchese di Gassion[138]
- Henri des Vieux, signore di Brion, maggiore del reggimento di Navarra[138]
- François-Victor Le Tonnelier de Breteuil, marchese di Fontenay-Trésigny[138]
- Jean-Philibert du Port, tesoriere generale a Lione[138]

### 1710
- Louis Antoine de Pardaillan de Gondrin, marchese d'Antin[139]
- Louis-Charles des Alris de Rousset, vescovo di Béziers[140]
- Armand Gaston Maximilien de Rohan, cardinale[141]
- Étienne Dansse, elemosiniere del re, abate commendatario di Deauville[140]
- Monsieur de Coulondre[140]
- Brita Sofia Horn af Marienborg, contessa di Bielk[142]
- François-Henri d’Étampes, marchese di Valencey, colonnello dei dragoni[139]
- François de La Porte de Féraucourt, fermiere generale[143]
- Jacques d’Astorg d’Aubarède, governatore de l'île de Ré[139]
- Mademoiselle Esquet[139]
- Monsieur Moreau de Saint-Malo[139]
- Monsieur de La Croix, mercante[143]
- Monsieur Texier[143]
- Jean-Claude Tourton, banchiere[143]
- Monsieur Waubert[144]
- Charles de Jean, gran maestro delle acque e delle foreste del re[143]
- Marie-Pélagie de Jean, née Hendret, moglie del precedente[143]
- Antoine de Saint-Just de Brillampré, capitano del reggimento d'Artois[143]
- Monsieur l'abate di Arles-sur-le-Tech[143]
- Abel de la Bletonnière, consigliere del parlamento di Parigi[143]
- Madame Moran de La Porte[143]
- Augustin de Maupeou, arcivescovo d'Auch[144]
- Neri Maria Corsini, ambasciatore di Firenze[143]
- Anne-Jacques de Bullion, marchese di Fervacques[144]
- Marie-Madeleine Hortense Gigault de Bellefonds, marchese di Fervacques[144]
- Monsieur de la Cy, procuratore del re a Mâcon[144]
- Nicolas-Robert Biberon de Cormery, consigliere del re delle acque e delle foreste[144]
- Jeanne Duranti, moglie di Denis Marsollier, consigliere al gran consiglio[144]
- Monsieur le comte de Mailly[144]
- Pierre du Mesnil, signore d'Ardoncelle[144]
- Alexis Marion, tenente[144]
- Monsieur Lemercier[144]
- Monsieur Beauver, uomo d'affari[144]
- Cardin Lebret, primo presidente al parlamento di Provenza[141]
- Louis IV Chauvelin, avvocato generale al parlamento di Parigi[141]
- Jean-Baptiste Colbert de Torcy, ambasciatore di Spagna[141]
- Christophe Pajot, grand audiencier[141]
- Pierre Rollée, intendente generale delle finanze a Limoges[141]
- René-Alexis Le Sénéchal de Kercado, conte di Kercado[141]
- Jeanne Magon, comtesse de Kercado, moglie del precedente précédent[141]
- Mademoiselle Nicolas[141]
- Balthasar-Henri de Fourcy de Chessy, abate di Saint-Wandrille[141]
- Léon-Étienne Le Camus, signore de la Grange-Bligny, primo presidente della corte des Aydes[141]
- Catherine-Suzanne Aubert, moglie di Léon-Étienne Camus de la Grange[141]
- Antoine-François-Gaspard Legendre de Lormoy, intendente di Montauban[141]

### 1711
- Autoritratto
- Adrien Maurice de Noailles, duca di Noailles
- Françoise Charlotte Amable d’Aubigné, duchessa di Noailles
- Monsieur de Roisse
- Antoine Moron, ricevitore generale delle finanze di Lione
- Françoise Le Court, moglie del precedente
- Pierre Dulivier, direttore della Compagnia francese delle Indie orientali
- Jean-César Rousseau de la Parisière, vescovo di Nîmes
- Monsieur de Nolan (Nollent ?)
- Thomas de Maussion de Candé, ricevitore generale delle finanze di Alençon
- Catherine-Agnès Langlois, moglie di Barthélémy Rolland de Chambeaudouin
- Jacques-Marie-Jérôme Michau de Montaran de Montbrun, consigliere onorario al parlamento di Parigi
- Mademoiselle de la Saline
- Marie Bouret, sorella del tesoriere
- Pierre-Amable-Damien Hébert de Beauvoir de Boscol, consigliere al parlamento di Rouen
- Charles-François d'Hallencourt de Dromesnil, vescovo d'Autun
- Hugues-François Henri Joseph de Lézay, marchese di Lusignan
- François du Mesnil, signore di Maricourt
- Louis-Albert Asselin de Berville, maître des Requêtes
- Marie-Madeleine Coskaer de La Vieuville, contessa di Parabère
- Pierre Gorge d’Entraigues, consigliere al parlamento di Metz
- Julie d’Estampes-Valencay d’Entraigues, moglie del precedente
- Charles-Hubert de Mesgrigny, marchese di Mesgrigny, consigliere al parlamento di Parigi
- Espérance Fontaine, marchesa di Mesgrigny, moglie del precedente
- Marc-François-Vincent de Beauvau, principe di Craon
- Monsieur Cherrier, di Ginevra
- Il barone Schorlemer, tedesco
- Nicolas-Auguste de la Baume, marchese di Montrevel
- Il barone de Vualpot, di Colonia
- Paul-François de Béthune, marchese d'Ancenis

### 1712
- Cardin Lebret, conte di Selles, primo presidente del parlamento di Provenza
- Marguerite-Henriette de Labriffe, contessa di Selles, moglie del precedente
- Ignace de Lieutaud, capitano di fanteria nel reggimento del principe di Pons
- Nicolas Delaunay, direttore della zecca e delle medaglie
- Il conte de la Rivière
- Monsieur Suiny, di Londra
- Étienne-Vincent Le Mée, consigliere al parlamento di Parigi
- Madame Le Mée, moglie del precedente
- Marguerite Porcher, moglie di Michel Saulnier, avvocato al parlamento
- Charles-Jérôme de Cisternay du Fay, capitano delle guardie del principe di Conti e chimico
- Nicolò Durazzo, ministro della repubblica di Genova
- Jean Perrin, tesoriere generale delle finanze di Aix-en-Provence
- Mademoiselle Briçonnet
- Pierre Poulletier, signore di Nainville, intendente delle finanze di Lione
- Anne-Louise Lemaire, moglie di Nicolas-Jacques Boucher, ricevitore delle taglie di Mans
- Antoine Dezallier, stampatore di Lione
- Guillaume II Scott de La Mésangère, presidente del parlamento di Normandia
- Armand-François de Bretagne, barone d'Avaugour, conte di Vertus
- Emmanuel-Philippe de Coulanges
- Joseph Ignace Jean-Baptiste de Mesgrigny, vescovo di Grasse
- Jean-François de Biaudos, marchese di Castéja

### 1713
- Elisabetta Carlotta del Palatinato-Simmern, duchessa d'Orleans, principessa palatina del Reno, cognata di Luigi XIV[145]
- Jean-Louis de Roll-Montpellier[146]
- Antoine Bernard Bouhier, presidente del parlamento di Borgogna[145]
- Anne Le Maignan, moglie di Claude Thiroux de Villercy, ricevitore generale[146]
- Monsieur de Beaujour[146]
- Maximilien-Henri de Béthune, V duca di Sully[145]
- Thomas Le Gendre, signore di Collandre e di Gaille-Fontaine[145]
- Charles-François de Vintimille du Luc, ambasciatore di Francia in Svizzera[145]
- Jean Aimar de Nicolaï, primo presidente della camera dei conti[146]
- Chrétien de Lamoignon de Basville, primo presidente del parlamento di Parigi[146]
- Michal Oginski, voivoda di Vitebsk[146]
- Ulrik-Frederik Waldemar, conte di Lowendhal[146]
- Monsieur de Rouesse ou de Roise[146]
- Henri Arnaud, consigliere al parlamento di Provenza[146]
- Élisabeth Périer, sua moglie[146]
- Robert de Cotte, architetto del re[145]
- Charles-Louis-Auguste Fouquet de Belle-Isle[145]
- Jean l’Abbé, ingegnere del re[145]

### 1714
- Salomon Chénard de la Faye, tenente generale all'assedio di Mâcon[147]
- Louis-Jean-François-Gabriel de Hénin-Liétard, vescovo d'Alais[147]
- Joseph de Gillet, marchese de la Caze, primo presidente del parlamento di Bordeaux[147]
- Bonne de Barillon d’Amoncourt, moglie di Arnaud II de Labriffe, consigliere del gran consiglio[147]
- Élisabeth-Éléonore de la Tour d'Auvergne, badessa di Thorigny (Torigni-sur-Vire)[147]
- Jacques-Corentin de Fleury de Pénanrue, governatore di Quimper[147]
- Julie-Christine-Régine Gorge d’Entraigues, marchese d'Ancenis[147]
- Nicolas V Le Camus, primo presidente della corte des Aydes[147]
- Simon-Joseph de Tubeuf, consigliere al parlamento di Parigi[147]
- Gaspard-Hubert-Magdelon de Vintimille, marchese du Luc[147]
- Monsieur Roque[148]
- François d’Usson, signore di Bonrepaus[149]

### 1715
- Jean-Vincent Languet, conte di Gergy, ambasciatore di Francia a Venezia e plenipotenziario a Ratisbona[150]
- Luigi XV, re di Francia[150]
- René François de Beauvau du Rivau, arcivescovo di Narbona[151]
- Carlo XII, re di Svezia[151]
- Marie-Renée de Montmorency, duchessa di Villeroy[152]
- Melchior de Polignac, cardinale[150]
- Monsieur Voisin, panettiere di Francia[150]
- Monsieur Miret[151]
- Marie de Montesquiou d’Artagnan d'Altermatt[151]
- Dodon-Henri, barone de Knyphausen, ambasciatore di Prussia[151]
- Henri-Pons de Thiard de Bissy, cardinale[151]
- Mademoiselle de Fleury, marchesa d'Avaugour, moglie d'Armand-François de Bretagne, barone d'Avaugour, conte di Vertus[151]
- Marguerite-Henriette de Saulx-Tavannes de Miribel, marchesa di Montal[151]
- Honoré-Armand de Villars, marchese di Villars[153]
- Jean-Antoine III de Mesmes, primo presidente del parlamento di Parigi[153]
- Félix Le Peletier de La Houssaye, consigliere di stato[153]
- Charles-Auguste de Matignon, maresciallo di Francia[153]
- Daniel-François Voysin, cancelliere di Francia[153]
- Simon-Philippe Mazières de Montville, abate[153]
- Antoine Paris, ricevitore generale delle finanze[153]
- Michel Bouret, curato di Saint-Paul a Parigi[154]
- Karl-Heinrich von Hyom, ambasciatore del re di Polonia[154]
- Le Baron d'Haguin, consigliere di stato del re di Polonia[154]
- Augusto III, re di Polonia[154]
- Daniel de Montesquiou, signore di Préchac e Galiax, tenente generale[154]
- Madame Legendre de Lormoy[154]
- Carlo III, principe Guéméné, duca di Montbazon[154]
- François Asselin de Frenelles, cavaliere di Malta[154]
- La Marquise de La Mésangère, nata Bourret[154]

### 1716
- Carl Giuseppe Morozzo, vescovo piemontese[155]
- Jean-Baptiste Louis Picon, visconte d'Andrezel[156]
- Guillaume de Lamoignon de Blancmesnil, cancelliere di Francia[156]
- François de Champlais de Courcelles, tenente generale[156]
- Armand-Léon II Bouthillier de Chavigny, conte di Villesavin[156]
- Denis-François Le Bouthilier de Chavigny, vescovo di Troyes[156]
- Mademoiselle de Montequiou[156]
- Claude-Théophile de Bésiade, marchese d'Avaray[156]

### 1717
- Erik Axelsson Sparre van Sundby[157]

### 1718
- Monsieur Hesse, di Londra[158]
- Guillaume Castanier, barone de Conffoulens, direttore della manifattura di tessuti di Pennautier. Musée des beaux-arts de Carcassonne[155]
- Joachim Guitton, mercante-banchiere a Marsiglia[158]
- Honoré Guitton, mercante a Marsiglia[158]
- Louis-Robert de Barville, consigliere di stato[158]
- Marguerite-Henriette de Saulx-Tavannes de Miribel, marchesa di Montal[158]
- Monsieur Dorcigny[158]

### 1719
- Antoine Joseph Dezallier d'Argenville, maestro dei conti[157]
- Eberhard Ernst von Harling, capitano delle guardie della principessa palatina[157]
- Armand-François de Bretagne, barone d'Avaugour, conte di Vertus[159]
- François-Philippe Brévedent de Bariville, consigliere al parlamento di Rouen[157]
- Charlotte de Fleury, detta « Charlotte Raisin », moglie di Gérard-Michel de La Jonchère[157]
- Jean III de Berbisey, primo presidente del parlamento di Borgogna[157]
- Antoine Anselme, predicatore di Luigi XIV di Francia[160]

### 1720
- Étienne Ozon, segretario del duca di Noailles[161]
- Antoine Morel, consigliere al parlamento di Metz[161]
- Daniel de Chambrier, brigadiere del reggimento di Montbrun[161]
- François Joseph Henri de Nettancourt-Vaubécourt d’Haussonville, vescovo di Montauban[161]
- Suzanne de Launay, moglie di Jules-Robert de Cotte[161]
- Armand-Pierre de la Croix de Castries, arcivescovo d'Albi[161]
- Monsieur Dulivier, mercante di Bayonne[161]

### 1721
- Monsieur de Beaubourg[162]
- Lucas Schaub, de Bâle[163]
- Ritratto in busto del cavalier Seaub[163]
- Gérard Michel de La Jonchère, tesoriere straordinario della guerra[162]
- Alexis César Freslon de La Touche-Tréby d’Assigné, marchese d'Acigné o « d'Assigny »[162]
- Françoise Sophie Gouyon de Touraude-Beaufort, marchesa d'Acigné o « d'Assigny », moglie del precedente[162]
- Pierre Billard de Vaux[162]
- René Pucelle, abate[162]
- Peder Benzon Mylius, giudice dell'alta corte di Copenhagen[162]
- Patrick Lilesh, ambasciatore di Spagna in Francia[162]
- Luigi XV, re di Francia[162]

### 1722
- Marie-Charles-Louis d'Albert de Luynes, duca di Chevreuse[164]
- Guillaume II Eon, consigliere e segretario del re a Saint-Malo[164]
- M. Orval Bodet, di Saint-Malo[164]
- Isaac Thellusson, banchiere di Genova[164]
- Vasili Loukitch Dolgorouki, ambasciatore di Pietro I di Russia[164]
- Françoise-Thérèse Dezallier d'Argenville, nata Hémart[164]
- Marie Thiroux de Lailly, nata Brunet[164]
- Paul-Hippolyte de Beauvilliers, duca di Saint-Aignan[164]

### 1723
- Guillaume Dubois, cardinale e primo ministro[165]
- Joseph Dubois, fratello del precedente[165]
- Marie-Anne David de la Plagne, moglie del precedente[165]
- François-Elie de Voyer de Paulmy d’Argenson, arcivescovo di Bordeaux[165]
- Jean-Baptiste de la Valette de Cornusson, conte di Monteil, brigadiere delle armi e siniscalco di Tolosa[165]
- Bartolomeo Massei, nunzio apostolico[165]
- Jean Chambrier, consigliere di stato e del principato di Neuchâtel[165]
- Madame Chambrier, madre di François de Chambrier[166]
- Jules-Robert de Cotte, architetto e intendente dei giardini, delle arti e delle manifatture del re[165]
- Fulcrand-Jean-Joseph-Hyacinthe d’Aigrefeuille, presidente della camera dei conti di Montpellier[167]
- Joseph-Hyacinthe Henri Xavier de Belsunce, vescovo di Marsiglia[167]
- Joseph-Marie de Guyardon de Lévignan, consigliere al parlamento di Parigi[167]
- Charles de Saint-Albin, arcivescovo di Cambrai[167]
- Charles Gaspard Dodun, marchese d'Herbault[167]
- Conrad Detlef, conte di Dehn[167]
- Antoine Teissier, signore di Plessis, consigliere del re[167]
- Marguerite de la Briffe, moglie di Louis Bossuet[167]

### 1724
- Marie-Françoise Lucas de Muyn, moglie di François Le Gras, maître des requêtes[168]
- Claude Thiroux de Villersy, consigliere al parlamento[168]
- Antoine Paris, guardiano del tesoro reale[168]
- Antoine Paris, altro ritratto "in grande"[168]
- Amalie-Ernestine von Platen-Hallermund, contessa di Platen[168]

### 1725
- Isaac Thellusson, banchiere[169]
- Charles de Jean, fermiere generale[169]
- Nicolas Coustou, scultore (in collaborazione con Jean Le Gros)
- Jacques V Gabriel, controllore generale dei bastimenti del re[169]
- Louis Phélypeaux, conte di Saint-Florentin[169]

### 1726
- Samuel Bernard, banchiere[170]
- Jean Gaschier de Fontguine, notaio di Parigi[170]

### 1727
- Charles Savalette, signore di Magnaville, fermiere generale[171]
- Michel-Robert Le Pelletier des Forts, controllore generale[171]
- Andoche Pernot d’Escrots, religioso a Cîteaux[171]

### 1728
- André Hercule de Fleury, cardinale[172]
- Jean Jacques Bouhier, primo vescovo di Digione[172]
- Giulio Visconti Borromeo Arese, conte della Pieve di Brebbia[173].
- François I Castanier d'Auriac, direttore della Compagnia francese delle Indie occidentali[172]
- François II Castanier d'Auriac, presidente del parlamento di Tolosa[172]
- Marguerite-Catherine Chauvelin, moglie del precedente[172]
- Barbe-Madeleine Maynon, moglie di Nicolas-Étienne Roujault, intendente[172]
- Conte Philipp Ludwig Wenzel Sinzendorf (1671-1742)[174]

### 1729
- Luigi XV, re di Francia[175]

### 1730
- Louis de Boullongne, pittore[176]
- Doppio ritratto di Charles Le Brun e di Pierre Mignard[177]
- Autoritratto mentre dipinge il ritratto di François I de Castanier[176]
- Anne-Élisabeth Roujault, moglie di Guillaume de Lamoignon de Blancmesnil[176]

### 1731
- Charles Gaspard Guillaume de Vintimille du Luc, arcivescovo di Parigi[178]
- Charles Savalette, signore di Magnanville, fermiere generale[178]
- Federico I, langravio d'Assia-Kassel[178]
- Hardouin de Châlon de Maisonnoble, vescovo di Lescar[178]

### 1732
- Marc-Pierre de Voyer de Paulmy d'Argenson, ministro[179]
- Henri-Oswald de la Tour d'Auvergne, cardinale d'Auvergne[179]
- Laurent Mazade, fermiere generale[179]
- Nicolas Loubert, ricevitore generale delle finanze a Orléans[179]
- Claude Thiroux de Villercy, consigliere al gran consiglio[179]
- Louis Denis Lalive de Bellegarde, ricevitore generale[179]
- Marie-Thérèse-Josèphe Prouveur, moglie del precedente[179]

### 1733
- Louis-Philippe des Vieux, fermiere generale[180]
- Bonne-Madeleine Le Couturier, moglie del precedente[180]
- Eusèbe-Jacques Chaspoux, marchese di Verneuil, introduttore degli ambasciatori[181]
- Marie-Madeleine Mazade, moglie di Jean-Antoine-Gaspard Grimod de La Reynière[181]
- René-Mans de Froulay, conte di Tessé[181]
- Christian-Louis de Montmorency, maresciallo di Francia[181]
- Claude de Rouvroy de Saint-Simon, vescovo di Metz
- André-Guillaume Darlus du Tailly, fermiere general[181]
- Jean-François de La Porte de Meslay, fermiere generale[181]
- François de La Porte du Plessis, fermiere generale[181]
- Armand-Jules de Rohan, arcivescovo di Reims[181]

### 1734
- James Waldegrave, ambasciatore d'Inghilterra a Parigi[182]
- Marie Duportal, moglie di Louis-Laurent Anisson, direttore della stamperia reale[182]
- Jean-Antoine Olivier de Sénozan, consigliere a Châtelet poi primo presidente[182]
- Philibert Orry, controllore generale delle finanze[182]
- Jean-Antoine Gaspard Grimod de la Reynière, fermiere generale[182]

### 1735
- Louis-Denis La Live de Bellegarde d’Epinay, fermiere generale[183]
- Il marchese di Montbrun[183]
- Alexandre Milon de Mesme, vescovo di Valence[183]
- Abraham van Hoey, ambasciatore d'Olanda in Francia[183]
- Michel-Celse-Roger de Bussy-Rabutin, vescovo di Luçon[183]
- Jeanne-Monique des Vieux, marchese di Saint-Contest[183]
- Jean de Boullongne[183]
- Il presidente Gaspard de Gueidan che suona la cornamusa

### 1736
- Louis-Paul Boucher, mercante di stoffe e segretario del re[184]
- M. ***, inglese[184]
- M. il cavalier ***, inglese[184]
- M. Le Tourneur, inglese[184]
- M. il cavalier Crosse, inglese[184]
- René Robion de Lupin[184]
- Emmanuel-Henri Thimoléon de Cossé-Brissac, vescovo di Condom[184]

### 1737
- Jacques Anisson, gran vicario dell'arcivescovo di Lione[185]
- Jacques Devin, mercante di stoffe a Parigi[185]
- Antoine Rousseau, capo della manifattura di stoffe di Sedan[185]
- Marie-Charlotte Rousseau, moglie del precedente[185]
- François-René Grimaudet de Coëtcanton, signore di Grandmaison[185]
- Marie-Catherine-Geneviève Boucher, moglie del precedente[185]

### 1738
- Paul-François Galluccio, marchese de l’Hôpital[186]
- Étienne-Paul Boucher, segretario del re[186]
- Charles-Claude-Ange Dupleix, signore di Bacquencourt, fermiere generale[186]
- Gaspard de Gueidan, presidente del parlamento di Provenza[186]

### 1739
- Giovanni Francesco Brignole Sale, doge di Genova[187]
- Battina Raggi, marchesa di Bignole Sale, moglie del precedente[187]
- Sir Bourchier Wrey
- Jean-Hyacinthe Davasse de Saint-Amaranthe, ricevitore generale delle finanze[187]
- Marie-Louise-Charlotte Davasse de Saint-Amaranthe, moglie del precedente[187]

### 1740
- Maurizio, conte di Sassonia[188]
- Giuseppe Venceslao, principe del Liechtenstein (due ritratti)[188]

### 1741
- Jean-Baptiste Silva, medico[189]
- Padre Eustache, bibliotecario degli agostiniani riformati di place des Victoires[189]
- Catherine-Marie-Augustine de Semonville, nata Thiroux de Millery[189]

### 1742
- Monsieur de Guénégaud des Brosses[190]
- Jean-François de La Borde, fermiere generale[190]
- Autoritratto di Hyacinthe Rigaud mentre dipinge sua moglie, inciso da Daullé nel 1742.
- Daniel-François de Gelas de Voisins d’Ambres, tenente generale[190]

### 1743
- François Gigot de Lapeyronie, medico[191]
- Marthe-Marguerite Le Valois de Villette de Mursay, marchesa di Caylus[192]
- Vincent-Étienne Roujault, presidente del parlamento di Parigi[191]
- Alexandre Paccard, vice-fermiere generale[191]
- Louis-Lazare Thiroux d'Arconville, consigliere al parlamento di Parigi[191]
- Jacques-René Devin, mercante di stoffe a Parigi[191]
- Élisabeth de Gouy, moglie di Hyacinthe Rigaud